# Ossau-Iraty
Pour l’article ayant un titre homophone, voir Irati.
Ossau-Iraty est l'appellation d'origine d'un fromage français de lait de brebis à pâte pressée non cuite fabriqué dans le Pays basque français et le Béarn.
Cette appellation a pour origine le pic du Midi d'Ossau et la forêt d'Iraty et est commercialement préservée via une AOC depuis 1980 et une AOP depuis 1996.
Sa meilleure période de consommation s'étend de juin à novembre.

## Histoire

### Préhistoire et Antiquité

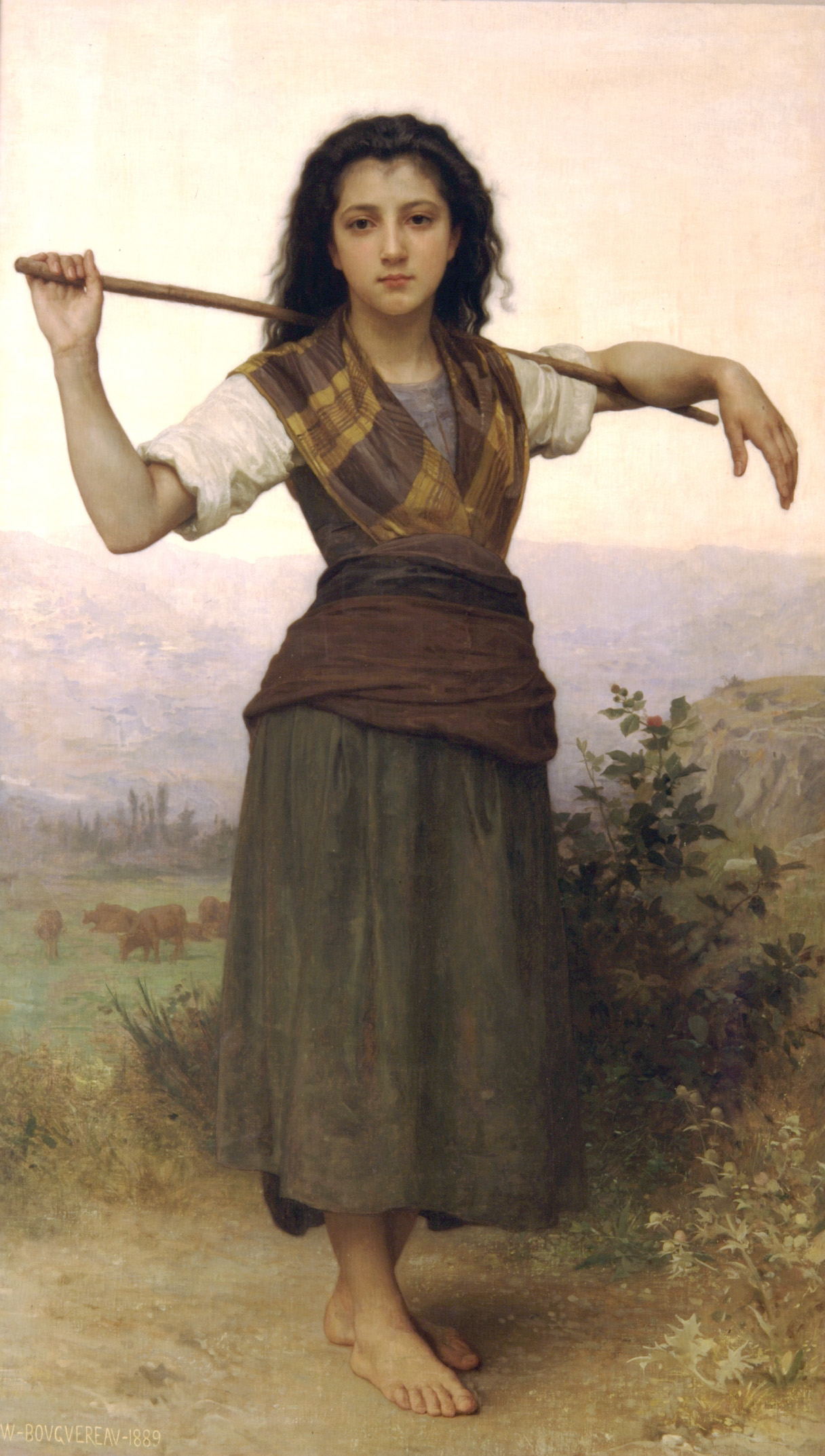
Pastourelle au XIX, peinture de Bouguereau.

Le fromage d'Ossau-Iraty trouve son origine dans les traditions pastorales et fromagères du Pays basque et du Béarn. Les premières traces d'élevage dans les Pyrénées occidentales datent du Néolithique (vestiges de sépultures et d'outils de bergers datant de 7 000 ans en vallée d'Ossau). À cette époque la transhumance était déjà pratiquée. L'élevage était l'activité primordiale, puisque ce sont les Romains qui apportent dans la région la pratique de l'agriculture : défrichage et culture des céréales.
Depuis, il n'a cessé de garder un grand rôle économique et social dans les vallées de cette région,.
L'écrivain romain de langue latine Martial mentionne des fromages pyrénéens de brebis commercialisés sur le marché de Toulouse,,.

### Moyen Âge, Renaissance et période moderne
Au Moyen Âge, les déplacements de bétail sont très importants, allant des estives jusqu'aux plaines des Landes de Gascogne (alors dans son état de lande originelle) et de Bordeaux durant l'hiver. C'est l'origine de l'agneau de Pauillac, issu des brebis qui venaient, dès le XVIIIe siècle, pacager les vignes l'hiver, agnelant en plaine, proche du marché de Bordeaux, apte à en acheter les produits.
À partir du XIVe siècle, les paysans s'organisent par la division des vallées d'estive en communautés délimitant des cujalaa, vastes domaines herbagés, chacun géré par un groupe pastoral de la vallée. Le mot évolue vers le cayolar contemporain, nom qui désigne aujourd'hui la seule cabane de berger en estive et non plus l'ensemble de la zone.
À cette époque, des tomes sont utilisées comme monnaie pour payer des baux ou contrats de vente et représentent la première source de revenu des paysans,.

### Période contemporaine
Au fil des siècles, ce fromage, les lieux et méthodes de transformation évoluent peu. Les fromages sont fermiers : chaque famille paysanne fait des fromages, les consomme et vend l'excédent. Plus tard, dans le Béarn, les agriculteurs prennent l'habitude d'assembler des laits de brebis, de vache et de chèvre. Leurs troupeaux sont plus gros et ils n'ont plus le temps d'aller vendre leur production ; ils confient à des affineurs leurs fromages qui portent alors le nom de Laruns, un petit village béarnais. Pour les paysans basques, le fromage reste une production familiale, vendue localement aux marins et aux citadins de Bayonne.
En 1904, des transformateurs de Roquefort-sur-Soulzon implantent des unités de transformation dans les Pyrénées. Les fromages fabriqués sont ensuite acheminés vers les caves de Roquefort pour l'affinage. Cette nouvelle demande en lait de brebis va accroître le revenu des éleveurs ovins des Pyrénées. Les paysans s'organisent et intensifient leur production par l'augmentation du cheptel et orientent la sélection des bêtes sur leur rendement laitier. À partir des années 1970, la demande en roquefort s'effrite et le territoire de production laitière qui l'alimente se recentre sur l'Aveyron et le Tarn. Les agriculteurs pyrénéens consacrent alors leurs productions de lait cru de brebis aux transformations fromagères fermières traditionnelles de leur pays. Devant la menace de voir leurs fromages fermiers dériver vers un produit semi-industriel de diversification des sociétés fabricantes de roquefort, la filière laitière ovine des Pyrénées-Atlantiques décide dès 1975 de reprendre ses fromages en main. Elle crée un syndicat de défense et dépose un dossier de demande de reconnaissance en AOC du fromage local ; le dossier aboutit en 1980,.
Le fromage, dont l'appellation est préservée par une AOC depuis le 6 mars 1980, est depuis devenu une AOP = Appellation d'Origine Protégée (label équivalent de la Communauté européenne).

## Étymologie
Lors de la création du dossier de demande de préservation de l'appellation via une AOC, les fromages de lait de brebis des Pyrénées-Atlantiques portent des appellations d'origines géographiques variées (ce sont souvent les noms de leurs fabricants). Pour fédérer les producteurs fermiers et transformateurs laitiers basques et béarnais autour d'une appellation commune, le choix de noms géographiques des deux extrémités de la zone s'impose. La forêt d'Iraty est la plus grande hêtraie d'Europe et chevauche les montagnes des Pays basque français et espagnol ;  à l'autre extrémité, en Béarn, le pic du Midi d'Ossau domine la vallée éponyme.

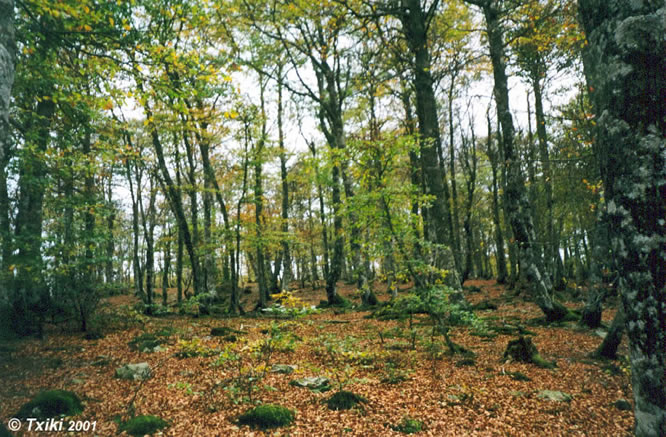
Forêt d'Iraty.
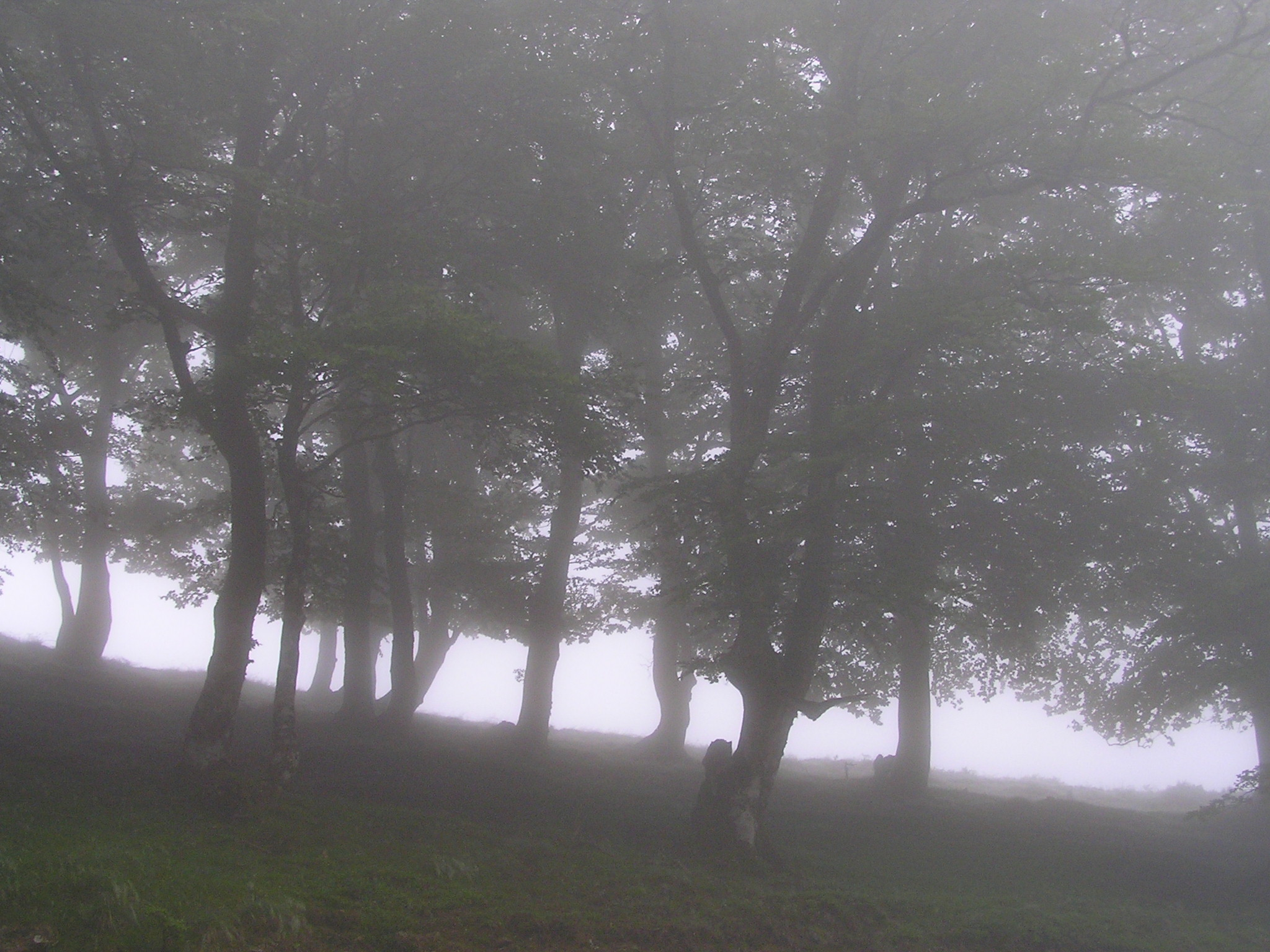
Forêt d'Iraty dans la brume.
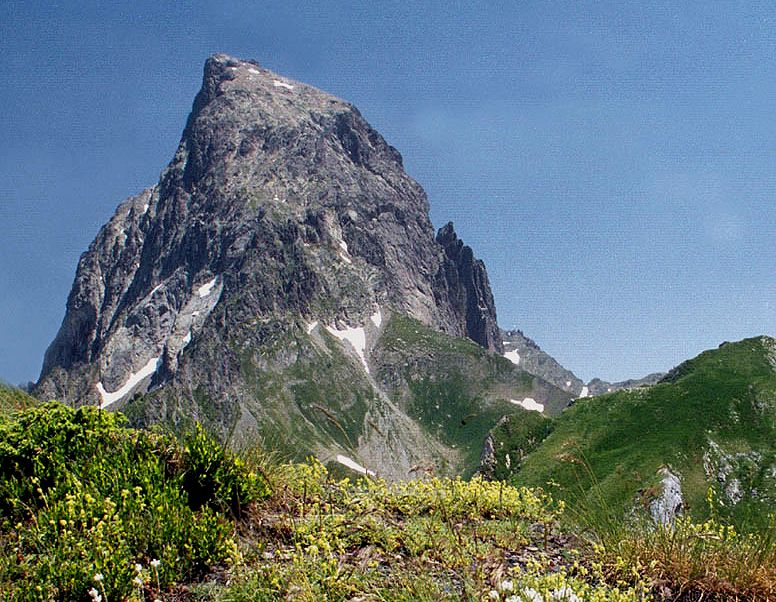
Pic du Midi d'Ossau.
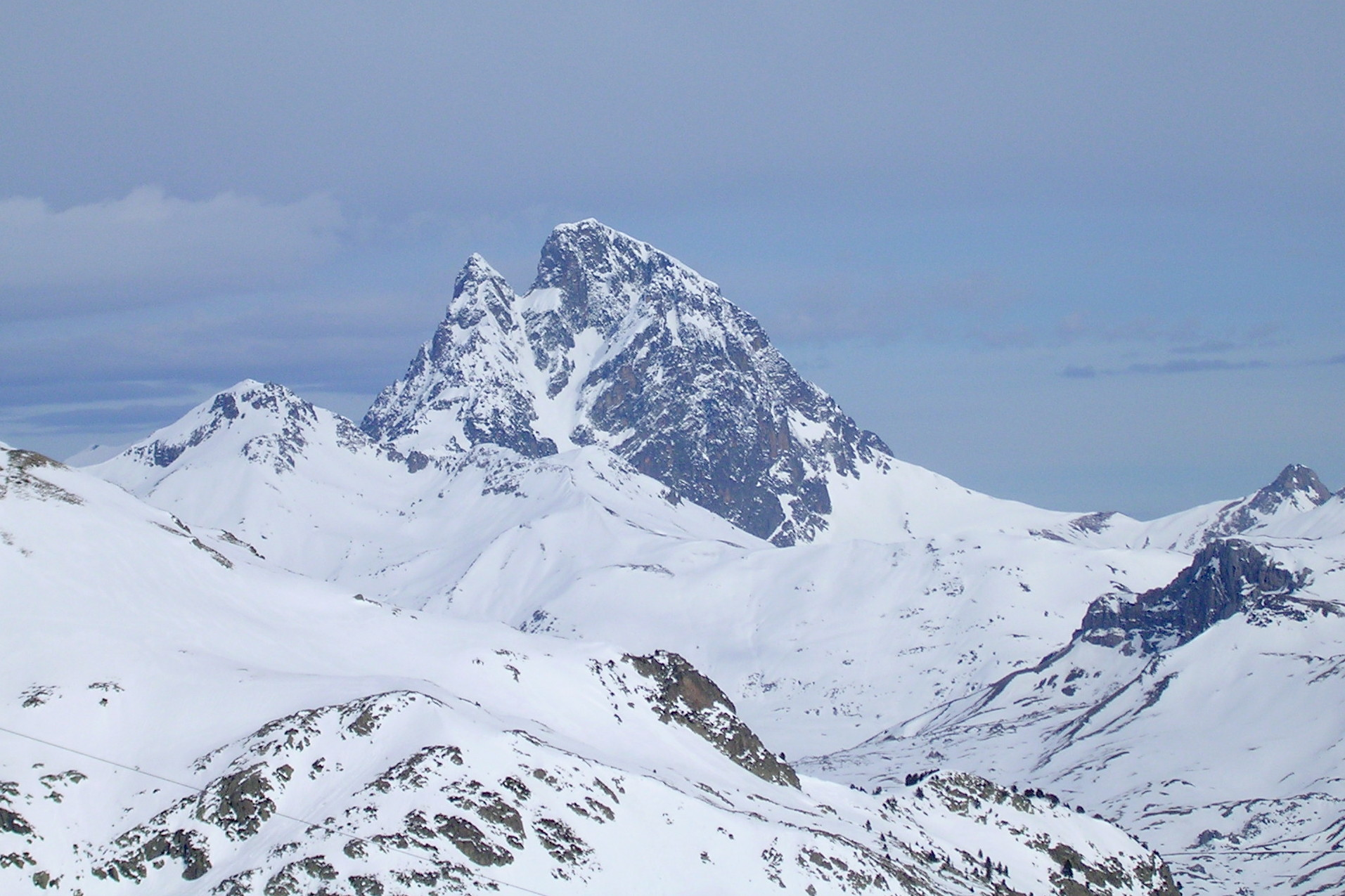
Pic du Midi d'Ossau l'hiver.

## Terroir d'appellation

### Aire d'appellation

#### Situation
La zone d'appellation de l'ossau-iraty couvre la majeure partie du département des Pyrénées-Atlantiques et fait une incursion minime dans les Hautes-Pyrénées.
Les communes suivantes sont classées en totalité : Abitain, Accous, Agnos, Ahaxe-Alciette-Bascassan, Ahetze, Aïcirits-Camou-Suhast, Aincille, Ainharp, Ainhice-Mongelos, Ainhoa, Alçay-Alçabéhéty-Sunharette, Aldudes, Alos-Sibas-Abense, Amendeuix-Oneix, Amorots-Succos, Ance, Andrein, Angaïs, Anglet, Angous, Anhaux, Aramits, Arancou, Araujuzon, Araux, Arbérats-Sillègue, Arbonne, Arbouet-Sussaute, Arcangues, Aren, Aressy, Arette, Arhansus, Armendarits, Arnéguy, Aroue-Ithorots-Olhaïby, Arrast-Larrebieu, Arraute-Charritte, Arros-de-Nay, Arthez-d'Asson, Arudy, Asasp-Arros, Ascain, Ascarat, Assat, Asson, Aste-Béon, Athos-Aspis, Aubertin, Audaux, Aussurucq, Auterrive, Autevielle-Saint-Martin-Bideren, Aydius, Ayherre, Baliros, Banca, Barcus, Bardos, Barraute-Camu, Bassussarry, Bastanès, La Bastide-Clairence, Baudreix, Bedous, Béguios, Béhasque-Lapiste, Béhorléguy, Bellocq, Bénéjacq, Béost, Bérenx, Bergouey-Viellenave, Berrogain-Laruns, Bescat, Beuste, Beyrie-sur-Joyeuse, Biarritz, Bidache, Bidarray, Bidart, Bidos, Bielle, Bilhères, Biriatou, Boeil-Bezing, Bonloc, Borce, Bordères, Bordes, Bosdarros, Bourdettes, Briscous, Bruges-Capbis-Mifaget, Bugnein, Bunus, Burgaronne, Bussunarits-Sarrasquette, Bustince-Iriberry, Buziet, Buzy, Cambo-les-Bains, Came, Camou-Cihigue, Cardesse, Carresse-Cassaber, Caro, Castagnède, Castetner, Castet, Castetbon, Castetnau-Camblong, Cette-Eygun, Charre, Charritte-de-Bas, Chéraute, Ciboure, Coarraze, Cuqueron, Dognen, Domezain-Berraute, Eaux-Bonnes, Escos, Escot, Escou, Escout, Espelette, Espès-Undurein, Espiute, Esquiule, Estérençuby, Estialescq, Estos, Etcharry, Etchebar, Etsaut, Eysus, Féas, Gabat, Gamarthe, Gan, Garindein, Garris, Gelos, Gère-Bélesten, Géronce, Gestas, Geüs-d'Oloron, Goès, Gotein-Libarrenx, Guéthary, Guiche, Guinarthe-Parenties, Gurmençon, Gurs, Halsou, Hasparren, Haut-de-Bosdarros, Haux, Hélette, Hendaye, Herrère, L'Hôpital-d'Orion, L'Hôpital-Saint-Blaise, Hosta, Hours, Ibarrolle, Idaux-Mendy, Igon, Iholdy, Ilharre, Irissarry, Irouléguy, Ispoure, Issor, Isturits, Itxassou, Izeste, Jasses, Jatxou, Jaxu, Jurançon, Juxue, Laà-Mondrans, Laàs, Labastide-Villefranche, Labatmale, Labets-Biscay, Lacarre, Lacarry-Arhan-Charritte-de-Haut, Lacommande, Lagos, Laguinge-Restoue, Lahonce, Lahourcade, Lanne-en-Barétous, Lanneplaà, Lantabat, Larceveau-Arros-Cibits, Larrau, Larressore, Larribar-Sorhapuru, Laruns, Lasse, Lasseube, Lasseubetat, Lay-Lamidou, Lecumberry, Ledeuix, Lées-Athas, Léren, Lescun, Lestelle-Bétharram, Lichans-Sunhar, Lichos, Licq-Athérey, Lohitzun-Oyhercq, Loubieng, Louhossoa, Lourdios-Ichère, Louvie-Juzon, Louvie-Soubiron, Lucgarier, Lucq-de-Béarn, Lurbe-Saint-Christau, Luxe-Sumberraute, Lys, Macaye, Masparraute, Mauléon-Licharre, Mazères-Lezons, Méharin, Meillon, Mendionde, Menditte, Mendive, Méritein, Mirepeix, Moncayolle-Larrory-Mendibieu, Monein, Montaut, Montfort, Montory, Mouguerre, Moumour, Mourenx, Musculdy, Nabas, Narcastet, Narp, Navarrenx, Nay, Noguères, Ogenne-Camptort, Ogeu-les-Bains, Oloron-Sainte-Marie, Ordiarp, Orègue, Orin, Orion, Oraàs, Orriule, Orsanco, Ossas-Suhare, Osse-en-Aspe, Ossenx, Osserain-Rivareyte, Ossès, Ostabat-Asme, Ozenx-Montestrucq, Pagolle, Parbayse, Pardies-Piétat, Poey-d'Oloron, Préchacq-Josbaig, Préchacq-Navarrenx, Précilhon, Rébénacq, Rivehaute, Rontignon, Roquiague, Saint-Abit, Sainte-Colome, Saint-Dos, Sainte-Engrâce, Saint-Esteben, Saint-Étienne-de-Baïgorry, Saint-Faust, Saint-Gladie-Arrive-Munein, Saint-Goin, Saint-Jean-de-Luz, Saint-Jean-le-Vieux, Saint-Jean-Pied-de-Port, Saint-Just-Ibarre, Saint-Martin-d'Arberoue, Saint-Martin-d'Arrossa, Saint-Michel, Saint-Palais, Saint-Pé-de-Léren, Saint-Pée-sur-Nivelle, Saint-Pierre-d'Irube, Saint-Vincent, Salies-de-Béarn, Salles-Mongiscard, Sames, Sare, Sarpourenx, Sarrance, Saucède, Sauguis-Saint-Étienne, Sauvelade, Sauveterre-de-Béarn, Sévignacq-Meyracq, Souraïde, Suhescun, Sus, Susmiou, Tabaille-Usquain, Tardets-Sorholus, Trois-Villes, Uhart-Cize, Uhart-Mixe, Urdos, Urepel, Urrugne, Ustaritz, Uzos, Verdets, Viellenave-de-Navarrenx, Vielleségure, Villefranque, Viodos-Abense-de-Bas.
Les communes suivantes sont classées en partie. La délimitation de la partie classée est déposée par l'INAO dans chacune des mairies des communes concernées : Abidos, Abos, Arbus, Argagnon, Artiguelouve, Artigueloutan, Barzun, Bayonne, Bésingrand, Biron, Bizanos, Castétis, Denguin, Espoey, Gomer, Labastide-Cézéracq, Idron, Lacq, Lagor, Lahontan, Laroin, Lée, Lescar, Livron, Lons, Maslacq, Mont, Nousty, Orthez, Os-Marsillon, Ousse, Pardies, Pau, Pontacq, Sendets, Siros, Soumoulou, Tarsacq, Urcuit, Urt.
Trois communes haut-pyrénéennes sont prises en totalité dans l'aire d'appellation : Arbéost, Arrens-Marsous et Ferrières.

Quelques illustrations reflétant la variété des paysages de l'aire d'appellation ossau-iraty
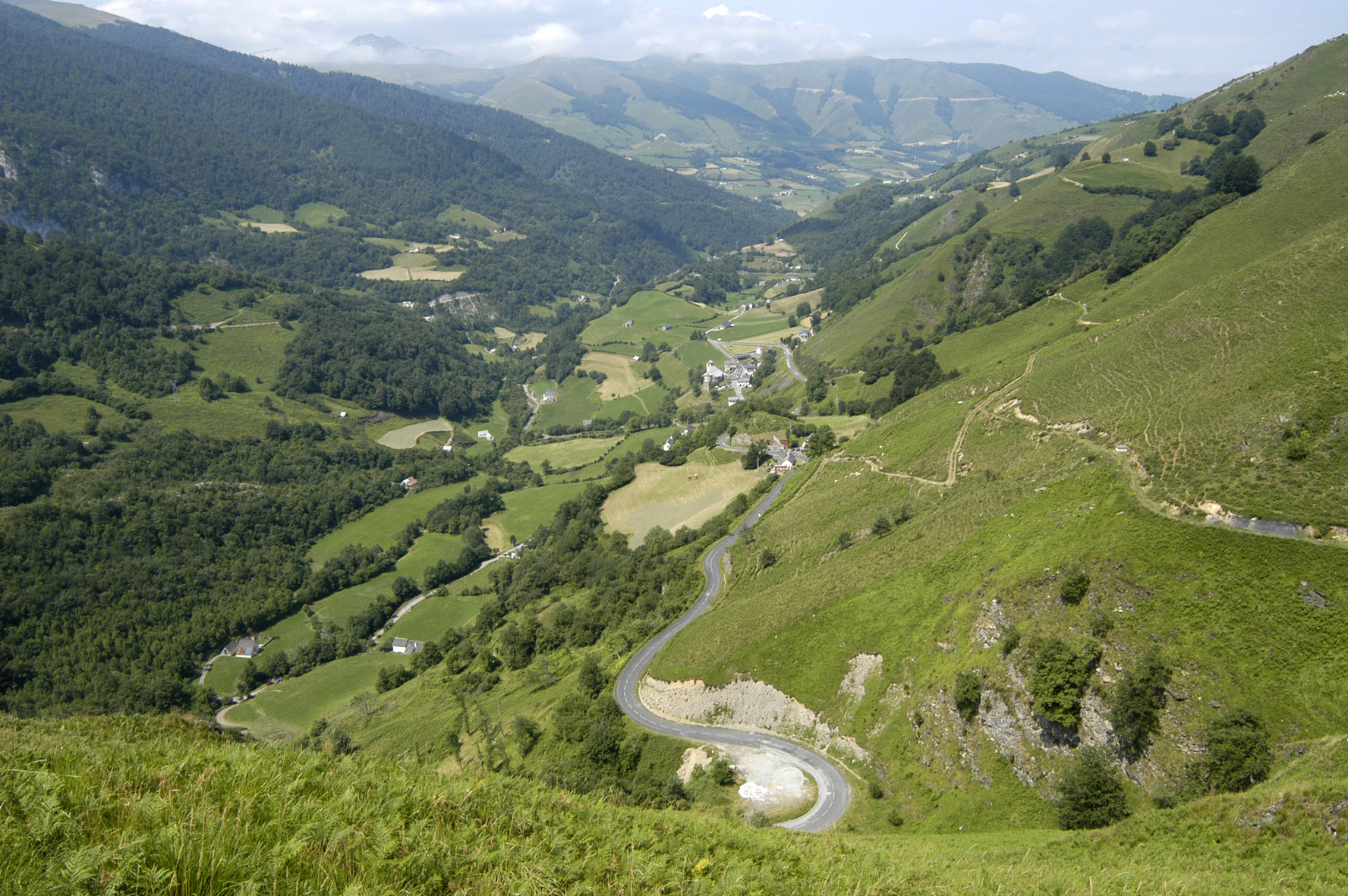
Paysage de la Soule.
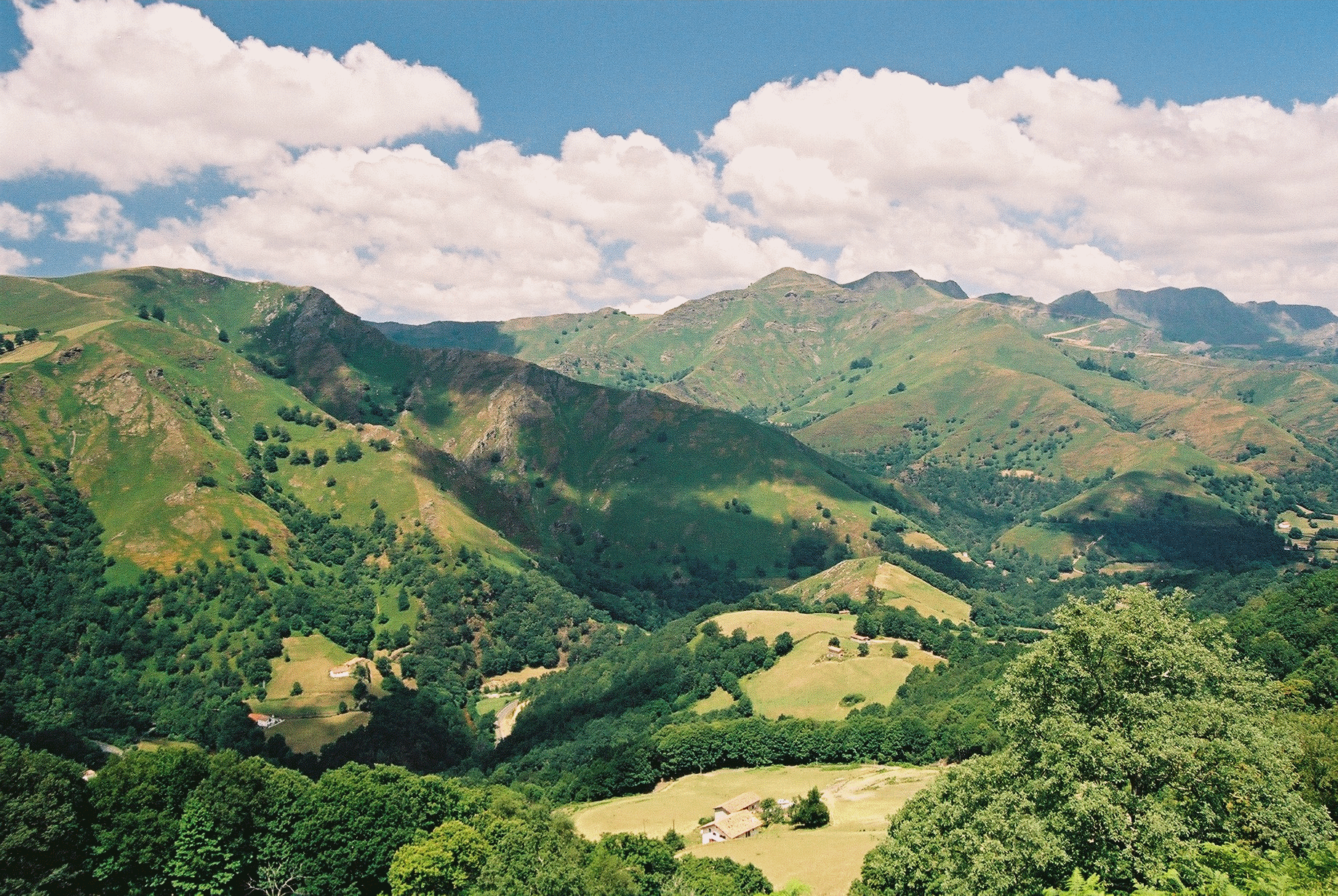
Paysage escarpé de Saint-Étienne-de-Baïgorry.
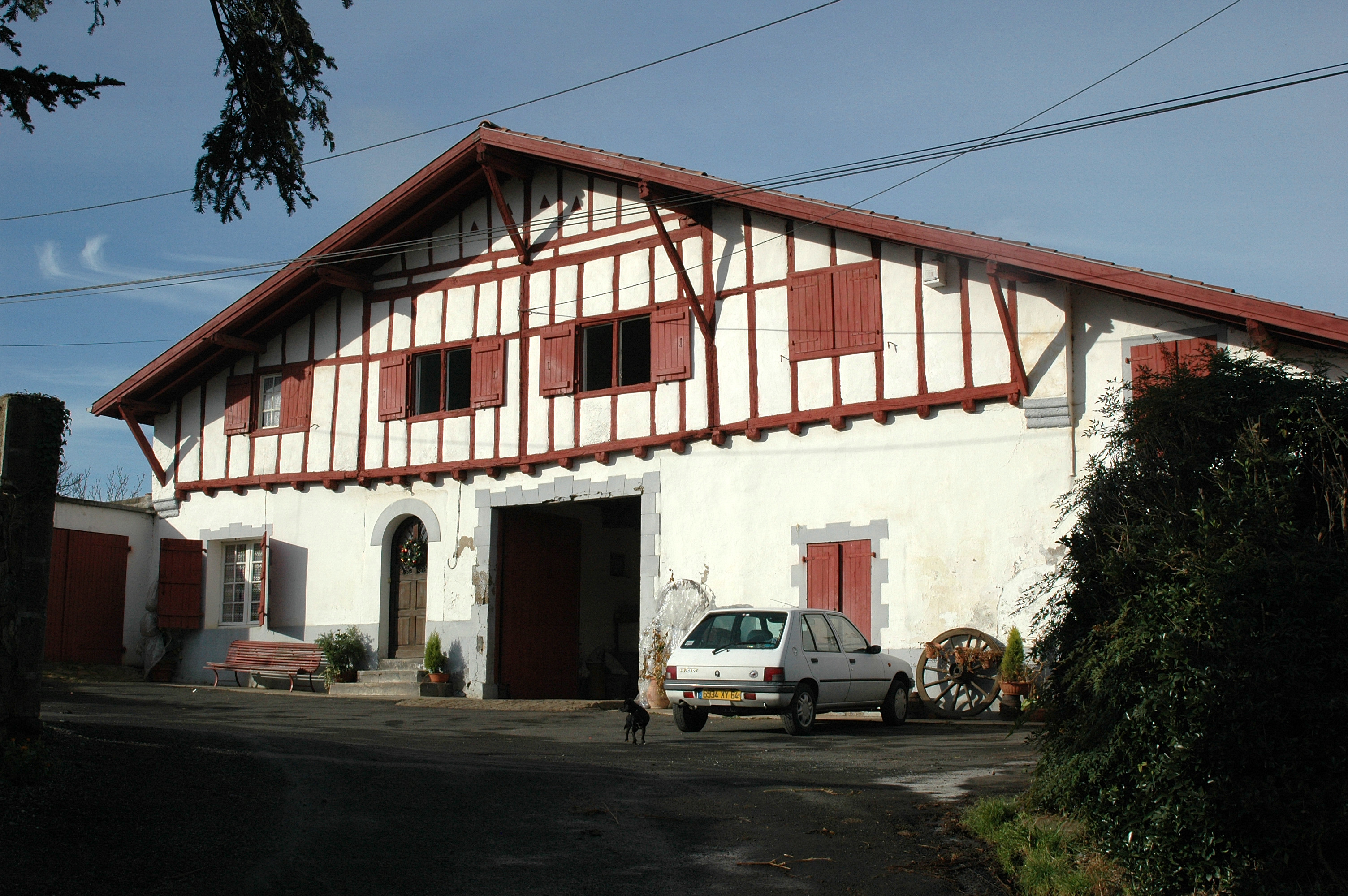
Ferme basque du Labourd.
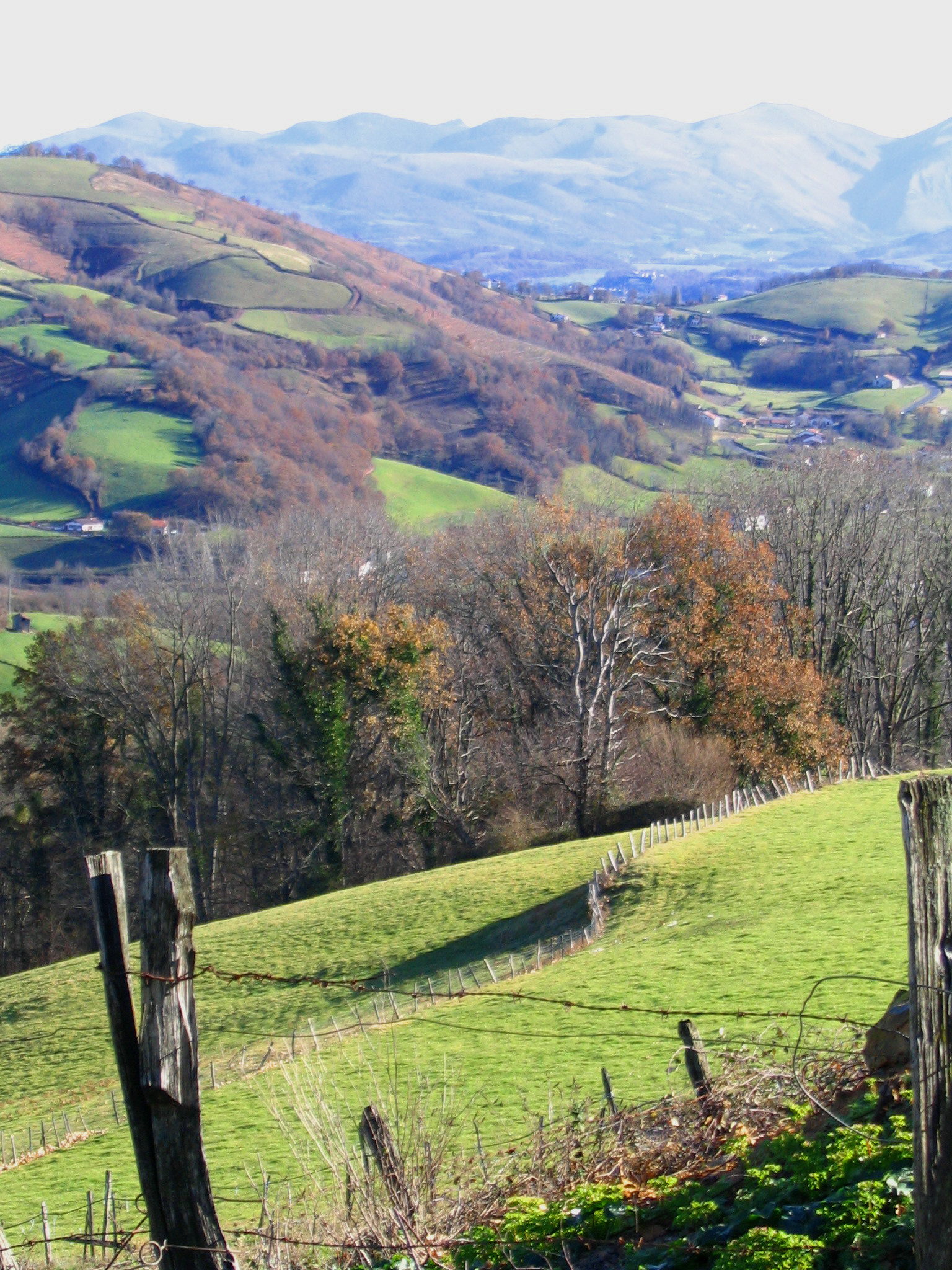
Pâturages de Basse-Navarre.

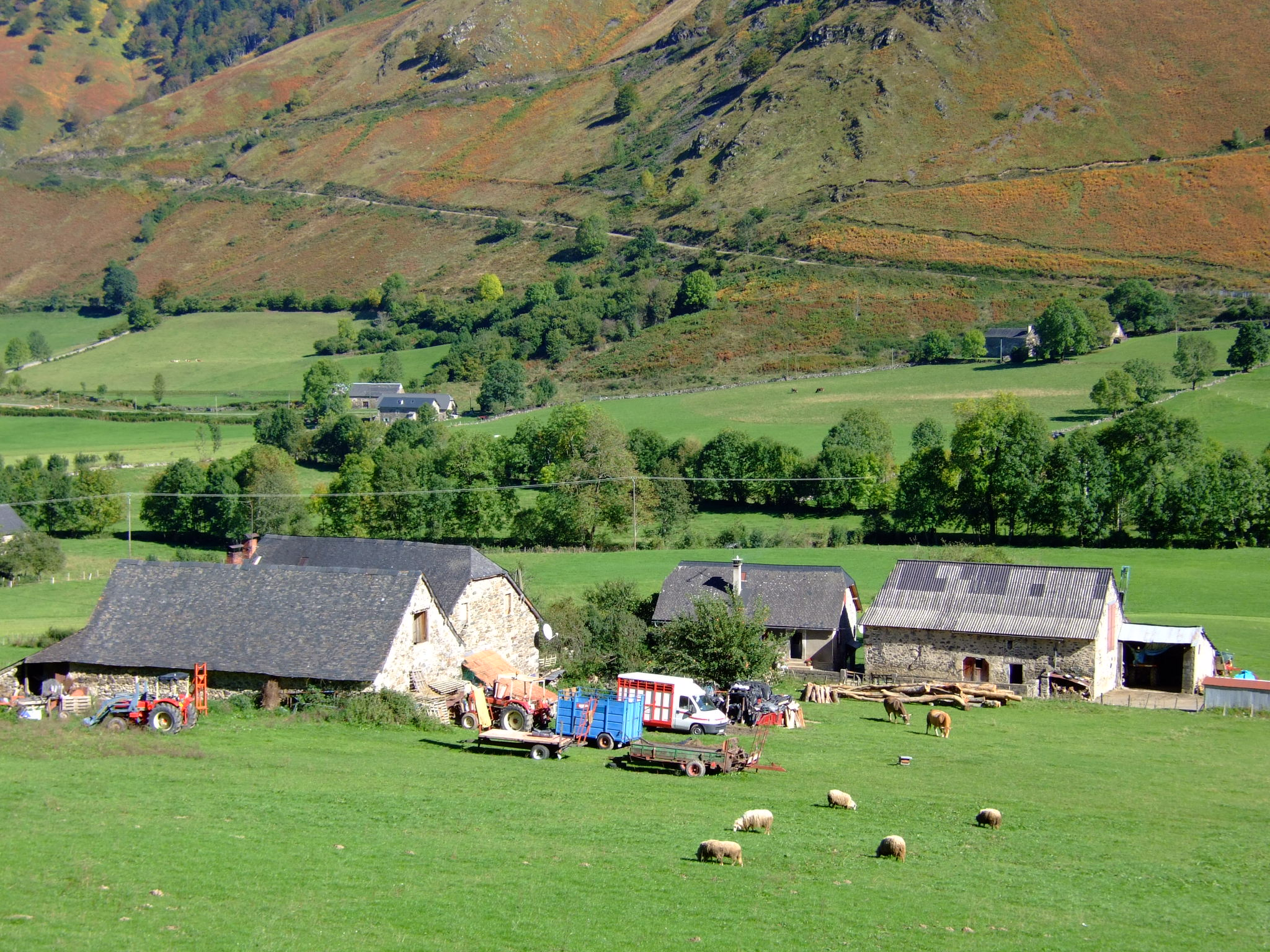
Ferme traditionnelle en vallée d'Aspe.
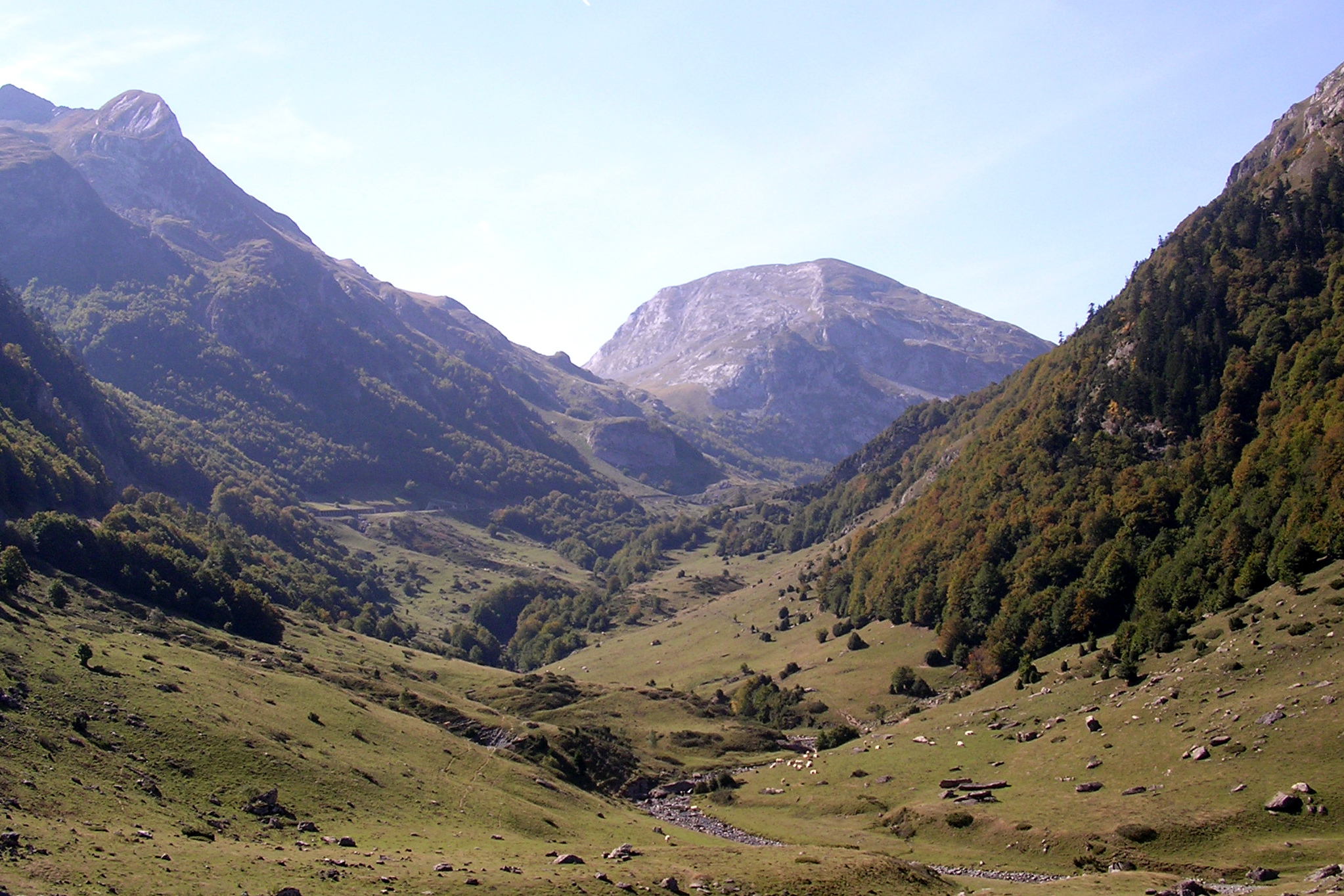
Pâturages d'estive en vallée d'Ossau.
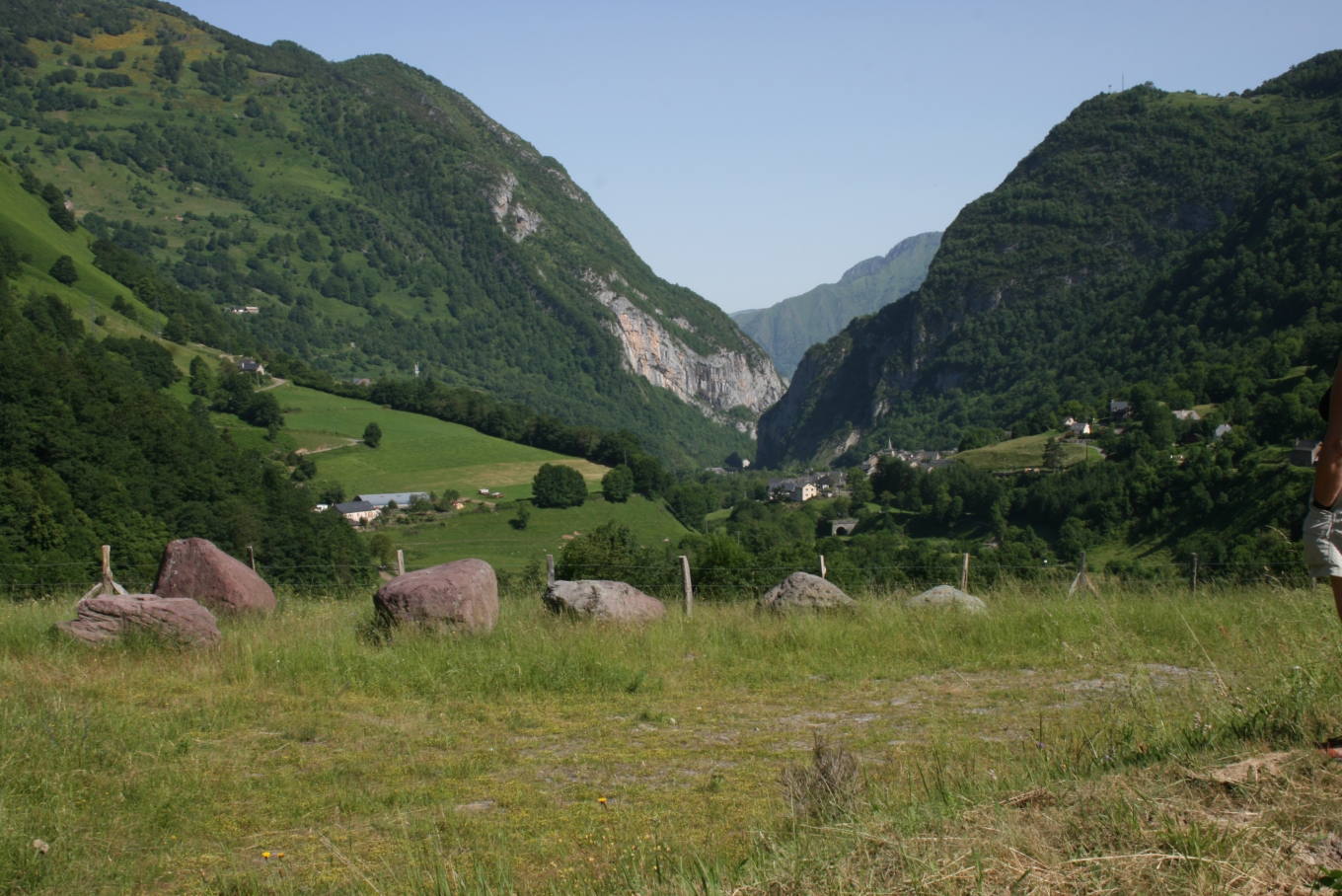
Paysage d'estive dans la vallée d'Aspe.
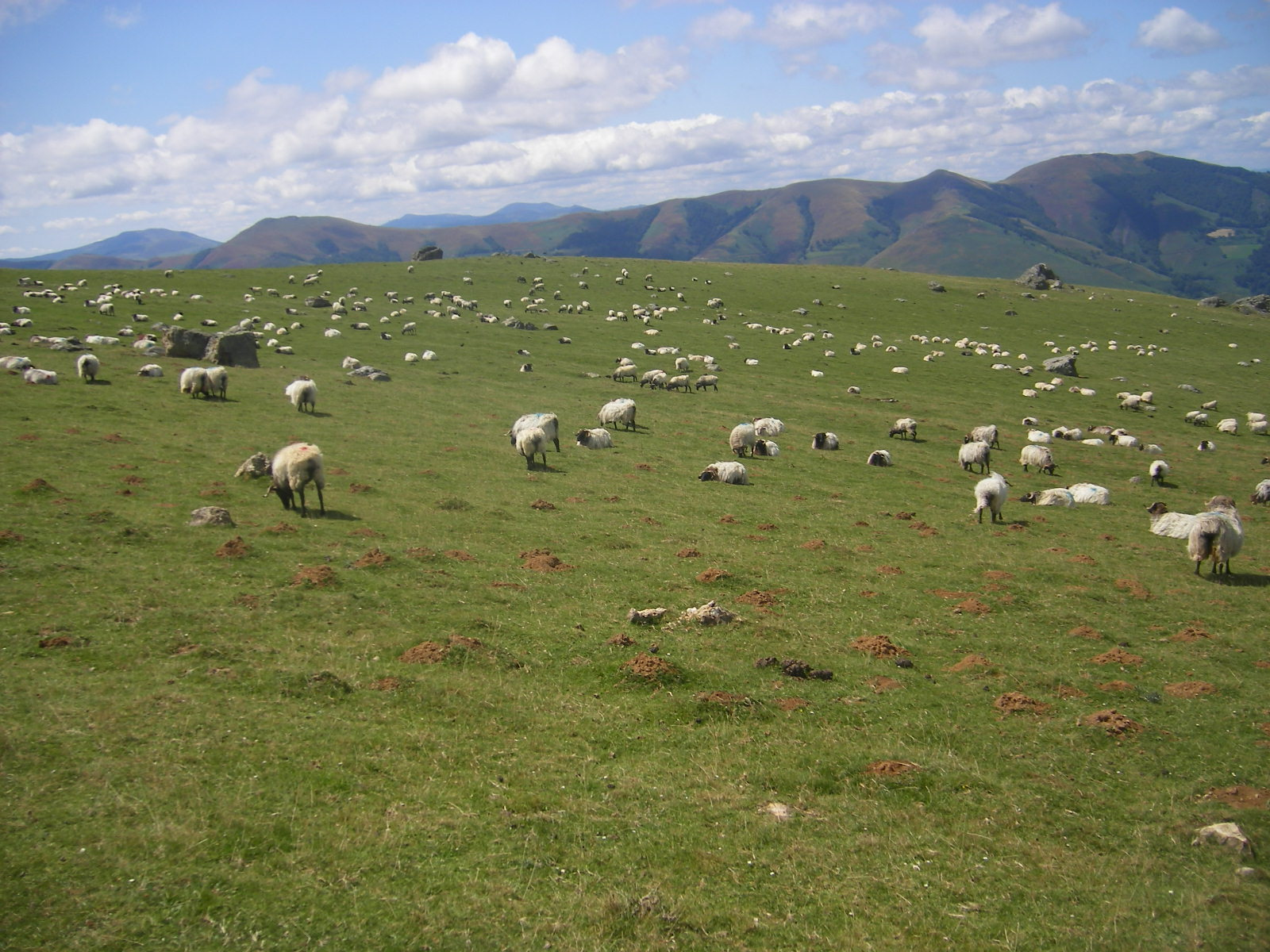
Moutons en estive (manech tête noire près de Saint-Jean-Pied-de-Port).

#### Géologie
Issu de l'orogenèse alpine, le massif pyrénéen a soulevé et plissé les sédiments du Bassin aquitain. L'érosion sommitale a dévoilé des roches granitiques alors que le piémont est essentiellement calcaire ; cette zone sédimentaire présente de nombreux réseaux karstiques dont les nombreuses grottes témoignent.
Cet aspect révèle un sol perméable, permettant d'évacuer l'excès d'eau reçu. Le fourrage estival des alpages et celui des plaines destiné au fourrage hivernal bénéficient de conditions de pousse régulière.

#### Climatologie
Station météo de Biarritz-Anglet
| Mois                                                                             | Janv | Fév  | Mars | Avr  | Mai  | Juin | Juil | Août | Sept | Oct  | Nov  | Déc  | Année |
| -------------------------------------------------------------------------------- | ---- | ---- | ---- | ---- | ---- | ---- | ---- | ---- | ---- | ---- | ---- | ---- | ----- |
| Températures minimales moyennes (°C)                                             | 4,7  | 5,5  | 6,5  | 8,1  | 11,3 | 14   | 16,3 | 16,7 | 14,4 | 11,5 | 7,4  | 5,8  | 10,2  |
| Températures maximales moyennes (°C)                                             | 11,9 | 12,9 | 14,3 | 15,5 | 18,9 | 21,2 | 23,8 | 24,3 | 23,1 | 19,5 | 14,9 | 12,8 | 17,8  |
| Précipitations moyennes (mm)                                                     | 138  | 123  | 120  | 138  | 126  | 98   | 81   | 96   | 127  | 148  | 172  | 145  | 1510  |
| Ensoleillement moyen (heures)                                                    | 115  | 121  | 171  | 171  | 192  | 198  | 200  | 203  | 182  | 134  | 101  | 89   | 1877  |
| Source :Climatologie mensuelle moyenne - station Météo-France de Biarritz-Anglet |      |      |      |      |      |      |      |      |      |      |      |      |       |

À Biarritz, on observe 130 jours à faible ensoleillement et 69 jours à fort ensoleillement pour 144 jours de pluie.
Station météo de Pau-Uzein
| Mois                                                                       | Janv | Fév  | Mars | Avr  | Mai  | Juin | Juil | Août | Sept | Oct  | Nov  | Déc  | Année |
| -------------------------------------------------------------------------- | ---- | ---- | ---- | ---- | ---- | ---- | ---- | ---- | ---- | ---- | ---- | ---- | ----- |
| Températures minimales moyennes (°C)                                       | 1,9  | 2,8  | 4,3  | 6,3  | 10,1 | 13   | 15   | 15,1 | 12,3 | 8,9  | 4,8  | 2,8  | 8,1   |
| Températures maximales moyennes (°C)                                       | 11   | 12,4 | 14,5 | 16,1 | 19,9 | 22,6 | 25,3 | 25,5 | 23,4 | 19,3 | 14,2 | 11,9 | 18    |
| Précipitations moyennes (mm)                                               | 100  | 98   | 96   | 114  | 113  | 81   | 63   | 72   | 83   | 100  | 113  | 100  | 1132  |
| Ensoleillement moyen (heures)                                              | 114  | 124  | 169  | 166  | 189  | 184  | 200  | 201  | 175  | 135  | 102  | 94   | 1852  |
| Source :Climatologie mensuelle moyenne - station Météo-France de Pau-Uzain |      |      |      |      |      |      |      |      |      |      |      |      |       |

À Pau, on observe 134 jours à faible ensoleillement et 72 jours à fort ensoleillement pour 130 jours de pluie.
Climat de la zone d'appellation
L'ossau-iraty est produit sous un climat océanique tempéré : précipitations élevées, bien réparties toute l'année, avec une douceur hivernale due à la proximité de l'océan. Plus on pénètre dans les terres, plus les températures sont contrastées : plus froides en hiver, plus chaudes en été. Ce phénomène est encore accentué par l'altitude.
Ce climat favorise une pousse de l'herbe pendant une grande partie de l'année sur les coteaux, sauf peut-être durant juillet-août, mais les brebis sont alors en estive. En altitude, la douceur estivale aide le troupeau à passer les nuits en montagne en plein air.

### La production de lait

#### Les races ovines
Le décret d'AOC précise que ce fromage est produit à partir du lait de races locales. Il précise que ces races sont la basco-béarnaise, la manech tête rousse et la manech tête noire. La première race appartient aux races pyrénéennes à laine tombante, non croisées avec les mérinos et les autres seraient des races arrivées d'Asie avec les Arabes au VIIe siècle et qui n'ont pas subi de croisement mérinos.
Traditionnellement, la brebis basque occupait une zone du Pays basque oriental, et la béarnaise le Béarn. La proximité raciale entre les deux races a provoqué la fusion de leur livre généalogique en basco-béarnaise. La race est reconnue par le Ministère de l'agriculture en 1970.
La manech tête rousse peuple les coteaux basques, la zone la plus riche : la Basse-Soule et la Basse-Navarre. Les brebis sont élevées localement toute l'année ou pour celles qui transhument, restent seulement quatre mois en estive.
La manech tête noire est élevée dans les montagnes basques : forêt d'Iraty, Haute-Soule et vallée des Aldudes. Les brebis sont rustiques et élevées en petites unités de poly-élevage : 10 à 15 vaches allaitantes valorisent les meilleurs herbages et le reste est pâturé par les brebis. L'été, le troupeau transhume vers l'estive. Les terrains d'altitude et le gardiennage sont gérés collectivement par des commissions syndicales de vallées.

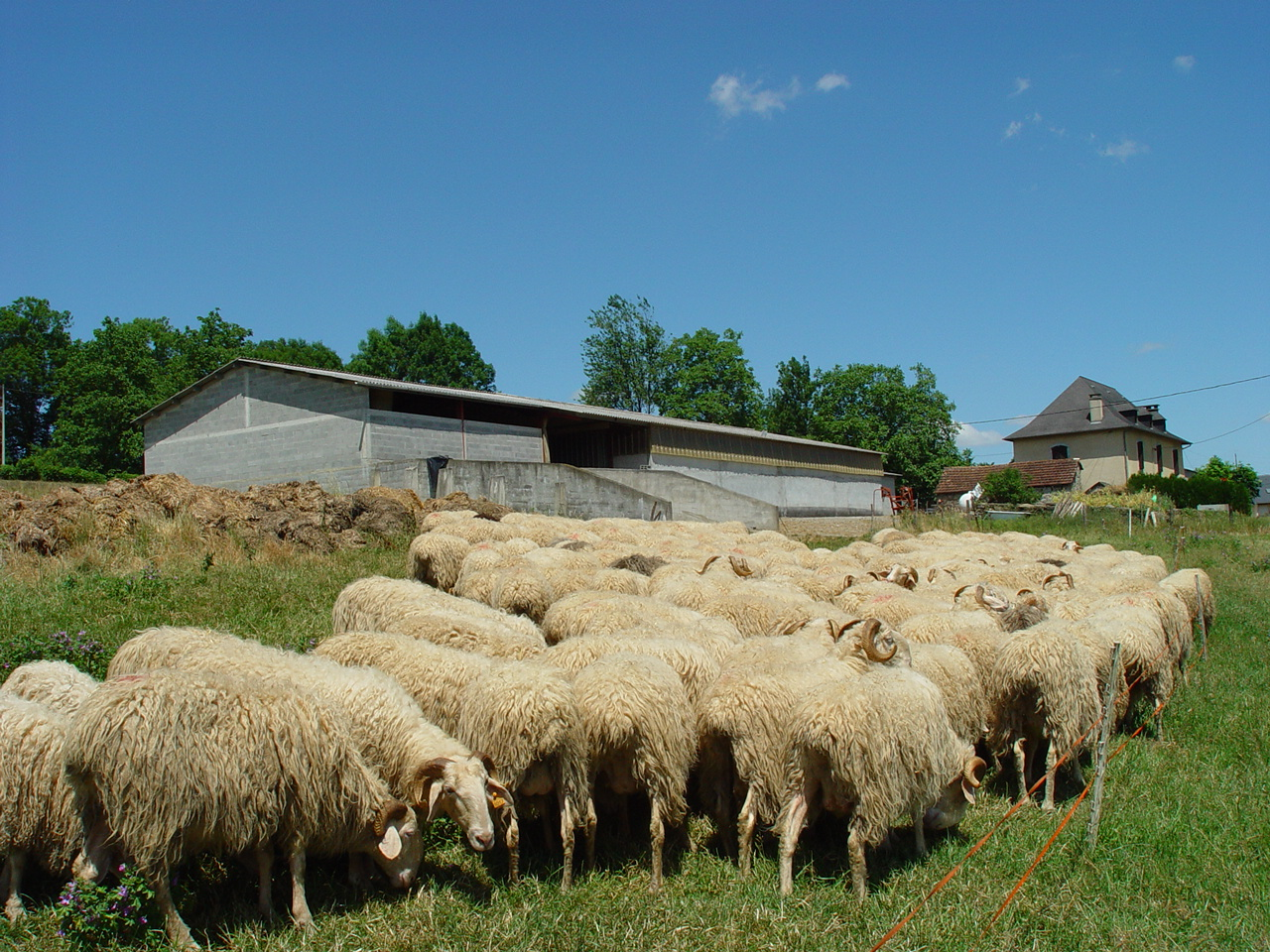
Troupeau de basco-béarnaises.
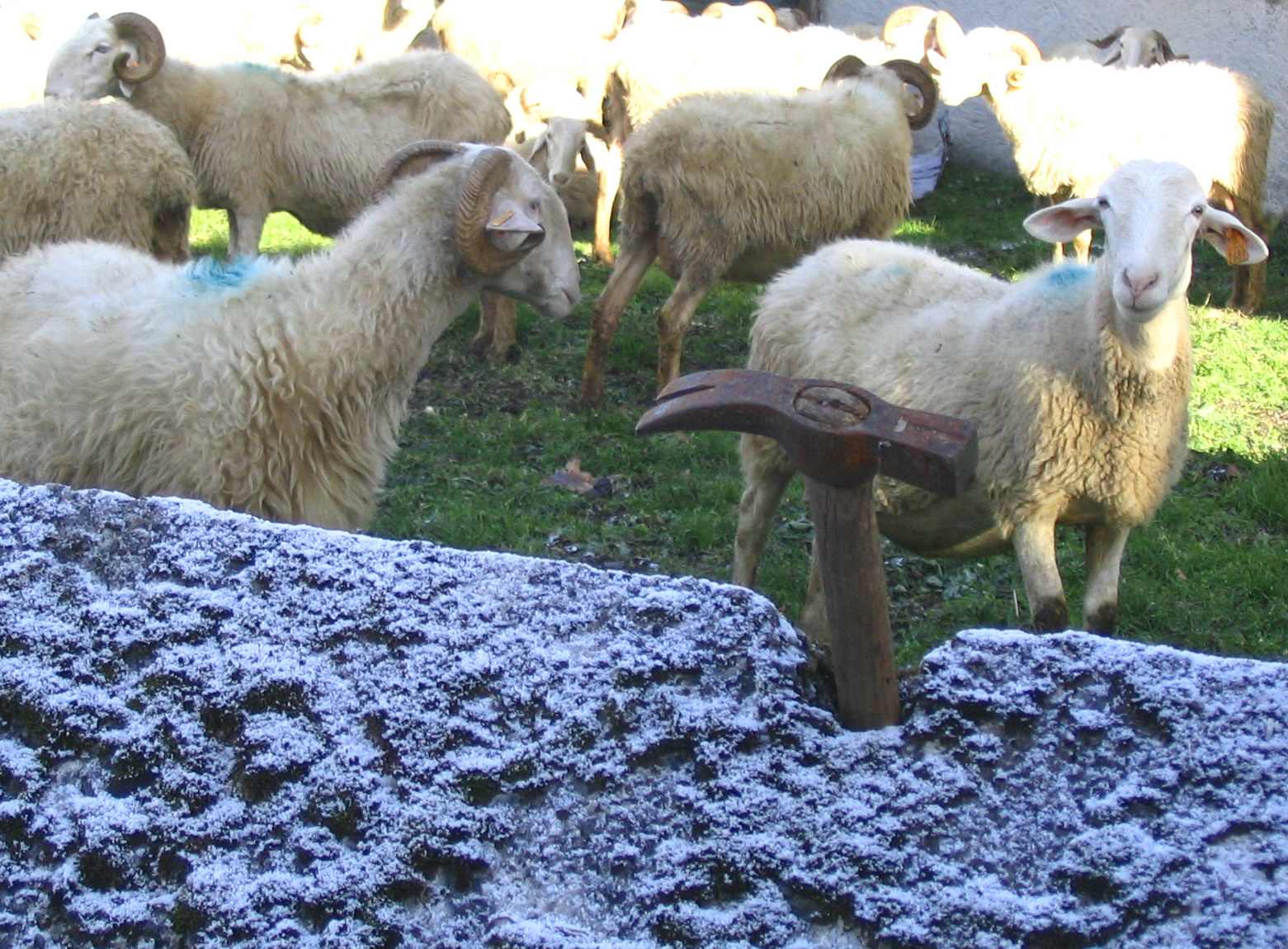
Brebis basco-béarnaises à Laruns.
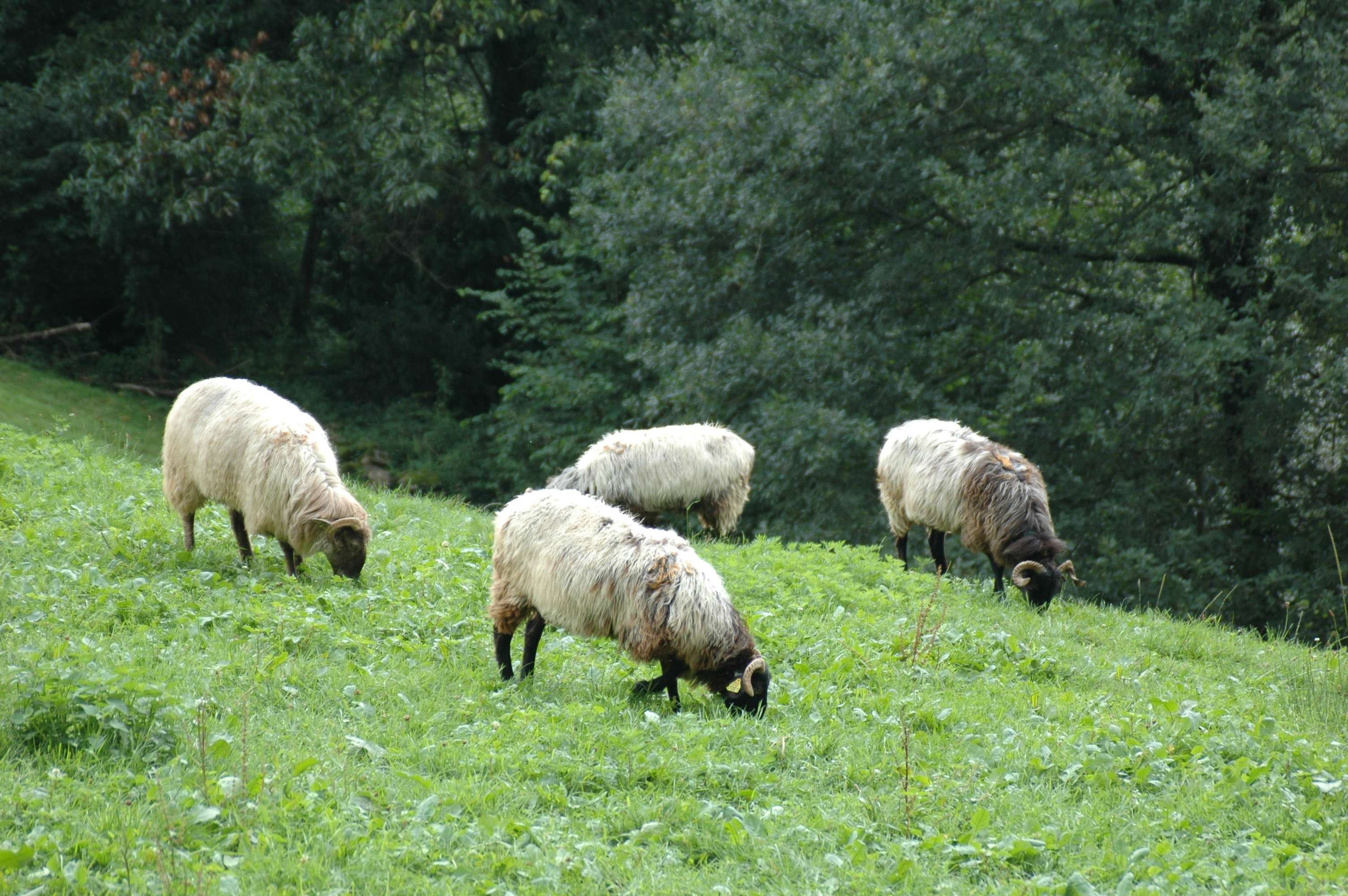
Manech tête noire.
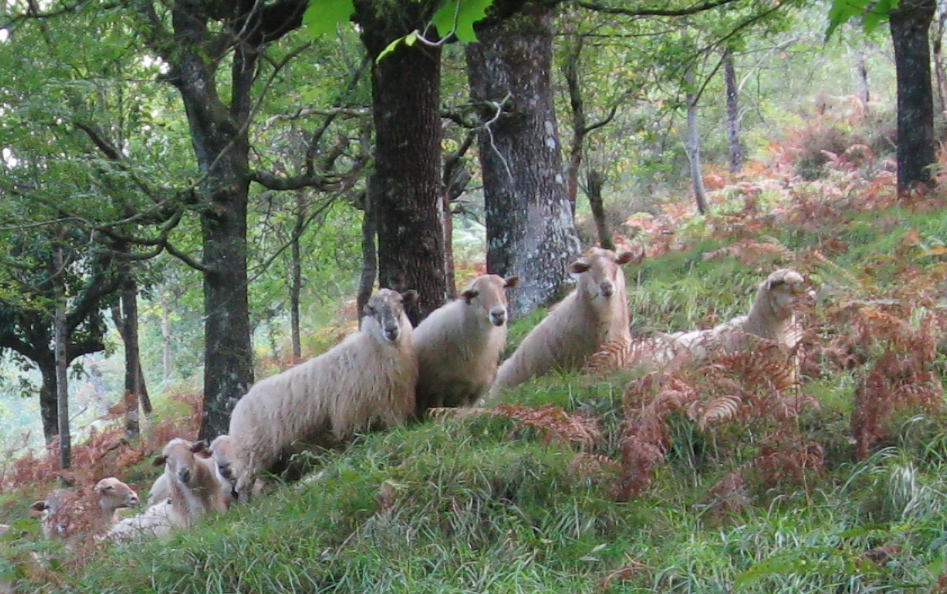
Manech tête rousse.

La présence de moutons destinés à la production de viande doit être signalée aux services de contrôle et les animaux génétiquement modifiés sont interdits.

#### Élevage ovin

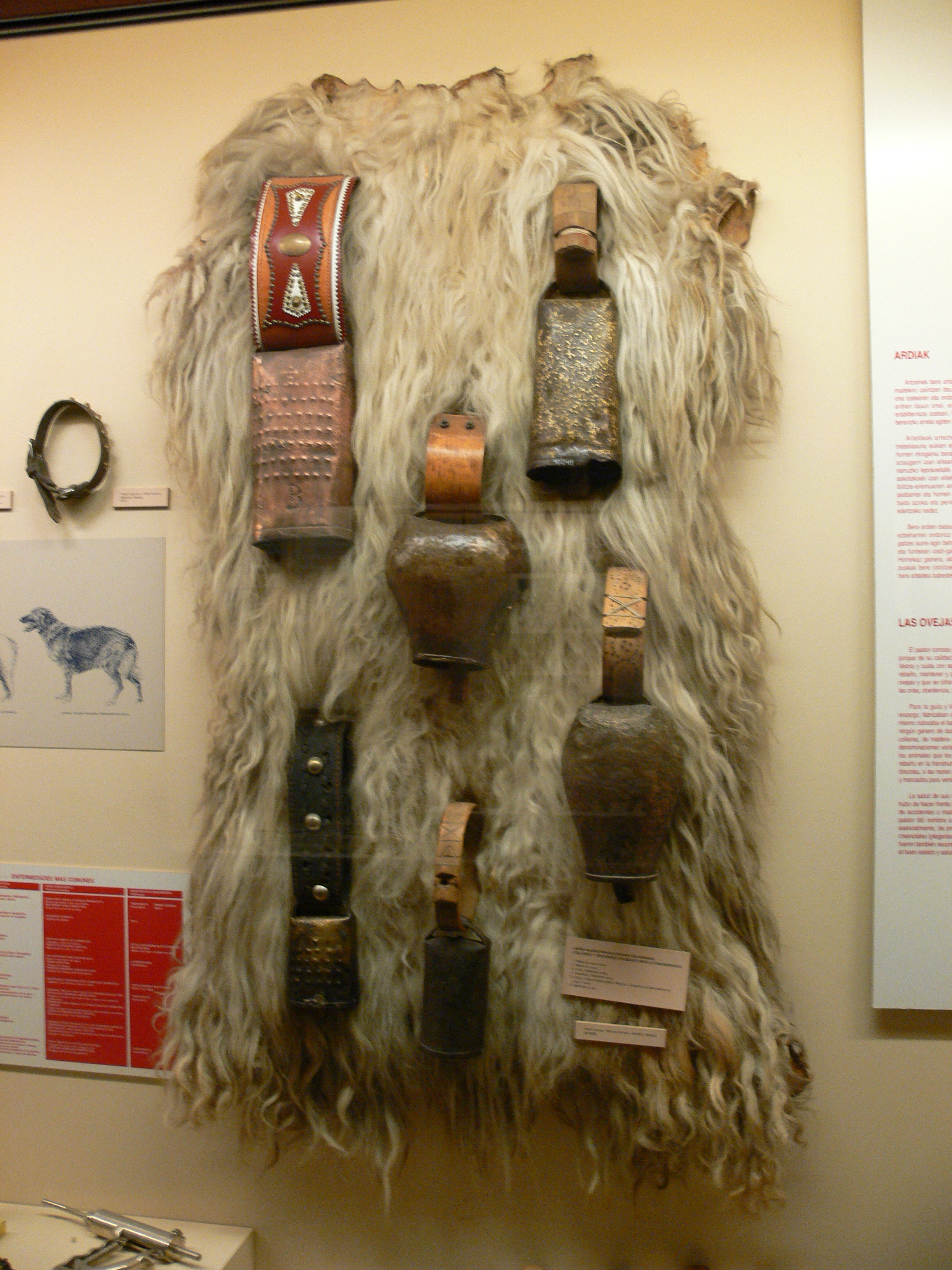
Exemples de cloches au musée basque des brebis de Bilbao.

L'alimentation des brebis se fait avec des produits essentiellement originaires de l'aire d'appellation. La distribution de produits issus hors de l'aire est limitée à 320 kg de matière sèche par brebis. La ration des animaux est constituée d'herbe fraîche pâturée, de fourrage frais ou sec (foin), de paille et de fourrage fermenté (l'ensilage est provisoirement autorisé jusqu'en 2018). L'apport en aliments mélangés et en aliments concentrés est encadré par le cahier des charges de l'appellation. Les brebis doivent pâturer pendant au moins 240 jours.
La production d'organisme génétiquement modifié est interdite dans les fermes qui produisent le lait; le fourrage OGM est interdit pour alimenter les bêtes. Lors de circonstances climatiques exceptionnelles, l'INAO peut autoriser l'achat d'aliment hors de la zone en quantité supérieure à ce qui est autorisé, après avis de la commission agrément-conditions de production.

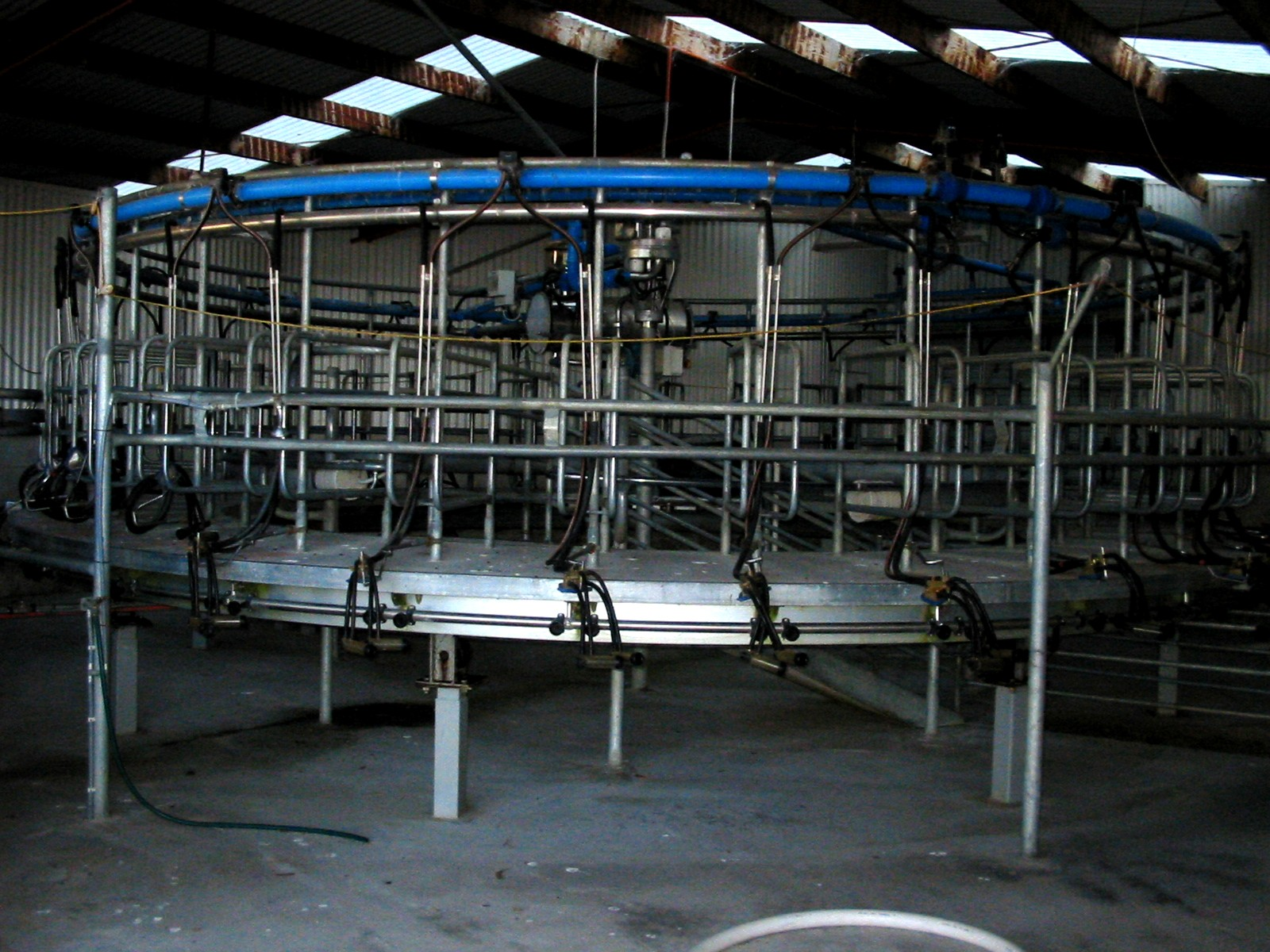
Machine à traire les brebis

La traite des brebis ne commence que vingt jours après la mise bas. Avant, le lait cru est destiné aux agneaux, sa composition n'étant pas propice à une transformation fromagère. La période de lactation n'excède pas 265 jours et la traite est interdite en septembre-octobre. La production des brebis ne doit pas dépasser 300 litres par lactation, moyenne répartie sur tout le troupeau et le lait doit présenter une richesse en matière sèche d'au moins 110 grammes par litre (moyenne pour une lactation).
La fertilisation des terres est définie par un règlement technique. Chaque agriculteur tient un registre d'épandage qui mentionne toutes les opérations d'épandage effectuées.

### Transhumance et estive

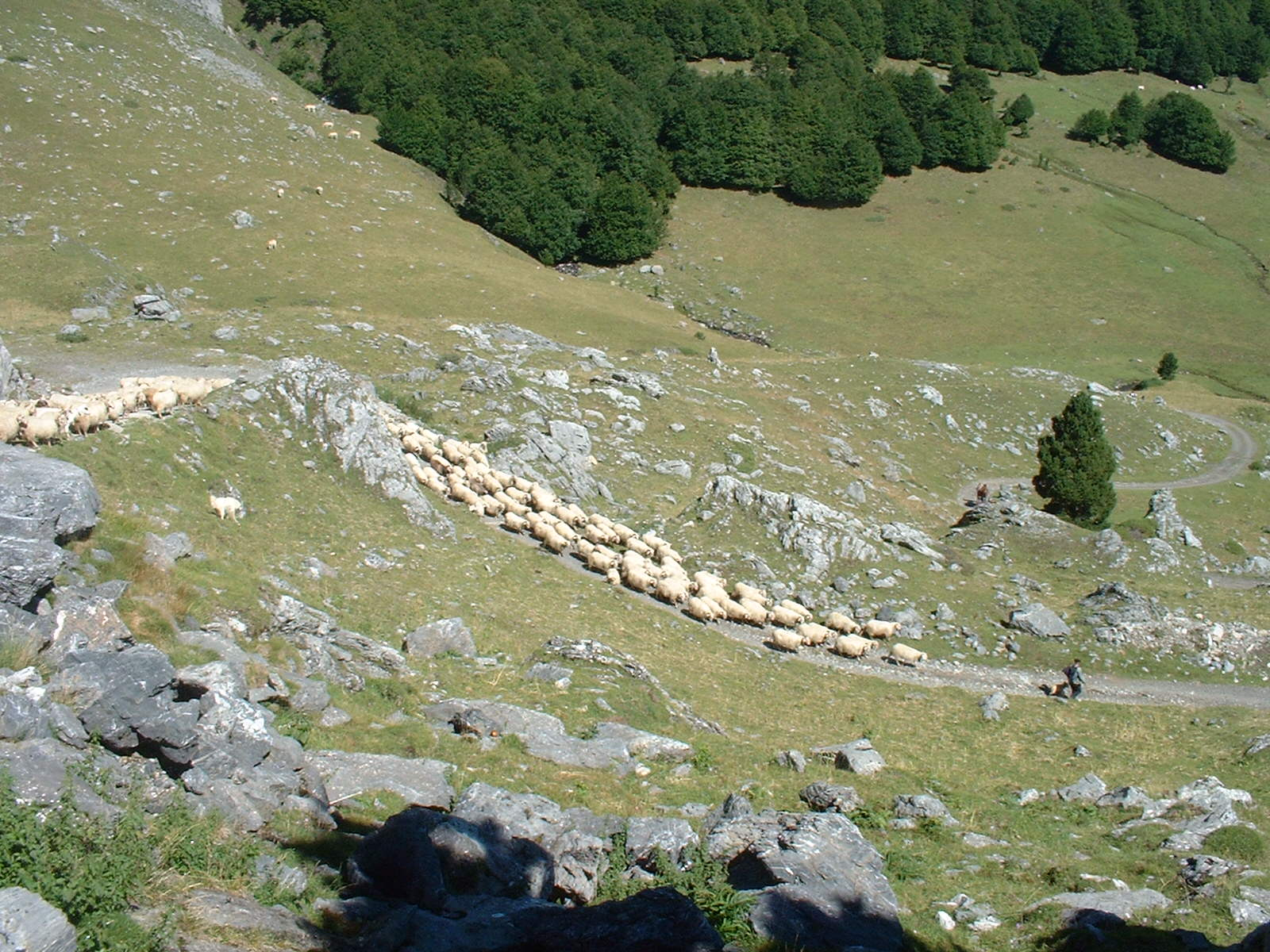
Moutons transhumant vers la vallée dans le parc national des Pyrénées (étage alpin).

La production locale en estive s'appuie sur une gestion collective des pâturages. Tous les ans, des élections ont lieu pour décider
démocratiquement du nombre de brebis, de la fabrication du fromage ou de la gestion des cayolars, ces abris d'altitude. Chaque cayolar est géré de manière différente selon les us et coutumes. Certains sont devenus propriété de communauté de communes, de collectivités locales ou du Parc national des Pyrénées. Ils ont participé au financement de rénovations afin d'y apporter un confort supplémentaire aux bergers, mais aussi une mise aux normes sanitaires des ateliers de transformation fromagère.
En 1994, une directive européenne impose une mise aux normes des locaux de fabrication de fromage dans les cabanes d'estive. Face aux investissements imposés, cette mesure est ressentie par les producteurs béarnais comme une menace pour les petits ateliers. Ils reformulent la mesure « mise aux normes » en « mise en conditions de vie », se mobilisent pour obtenir des aides financières et aménagent les cabanes en ateliers et lieux de vie modernes. En parallèle, ils décident de créer un label fromage d'estive et l'association des éleveurs d'estive des trois vallées (vallées d'Aspe, de Barétous et d'Ossau) Ils s'imposent des conditions d'élevage plus draconiennes que celles de l'AOC :

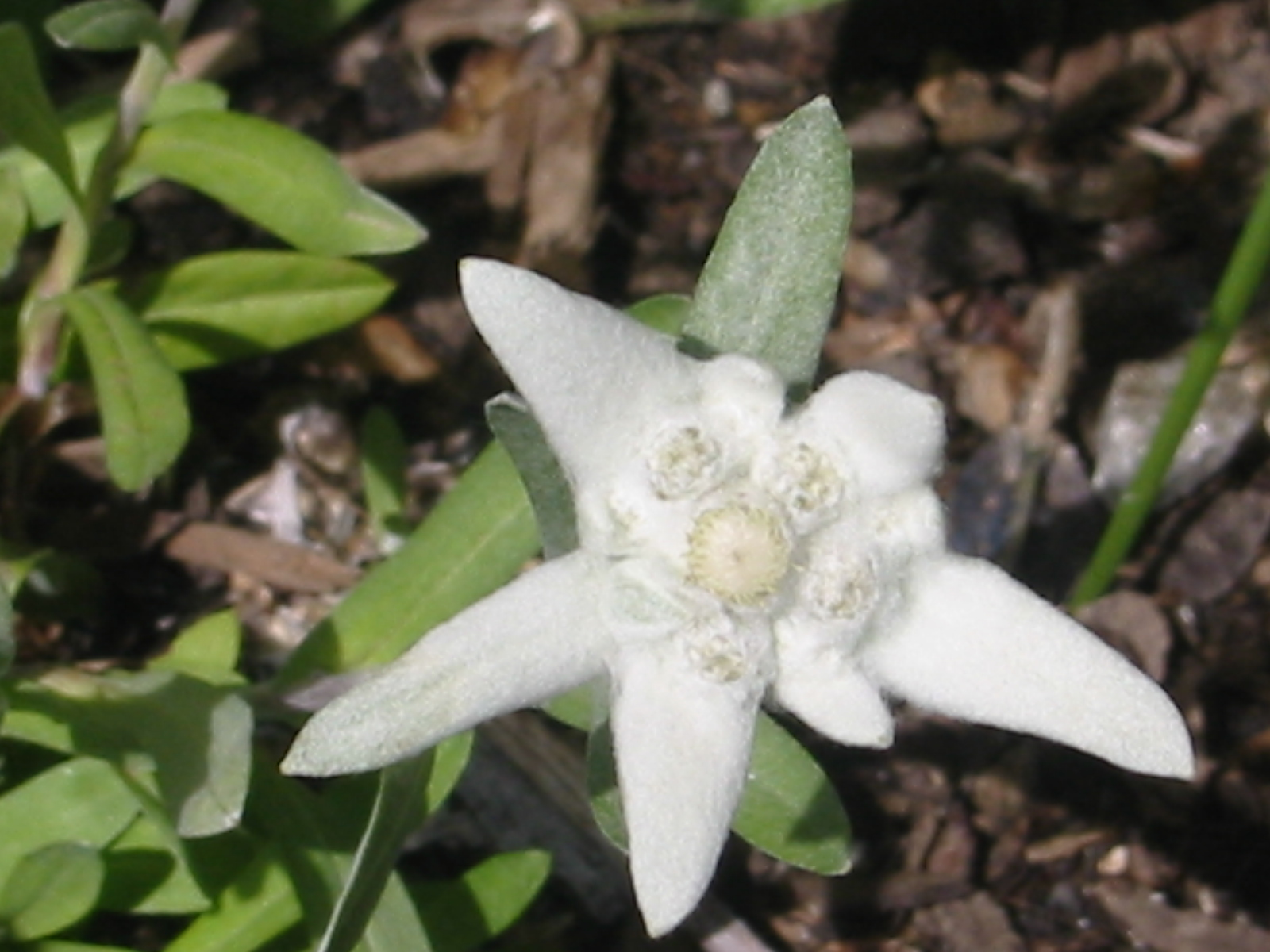
L'édelweiss fait partie du logo de l'association

- épandage en estive des seules déjections produites en altitude dans les parcs de contention nocturnes ;
- seule une ration de céréales et de sels minéraux peut être ajoutée à l'herbe fraîche pâturée ;
- le fromage d'estive ne provient que du lait de brebis traité en estive ;
- la fabrication du fromage doit se faire en atelier d'estive, obligatoirement différent de l'atelier d'hiver. La mention est donc réservée aux fromages fermiers.

Le succès de cette démarche est tributaire de la vente à un prix supérieur des fromages. Pour mettre en avant cette opération, les producteurs ont décidé de mettre en vente les derniers fromages d'estive aux enchères sur internet et la mention est en pourparlers avec l'AOC ossau-iraty pour faire partie des éléments figurant potentiellement sur les étiquettes.
L'association slow food a fait du fromage d'estive un produit sentinelle. Ce label signale un produit original en danger qui reçoit un soutien pour aider à sa valorisation et à la reconnaissance de son originalité et de sa qualité.

### Transformation fromagère
La concentration du lait par élimination partielle d'eau est interdite. Les seuls produits autorisés à être additionnés sont la présure, le sel et les ferments lactiques non OGM (et un peu d'eau potable pour diluer la présure). En fabrication artisanale, le traitement thermique du lait est autorisé.
Le lait des brebis est emprésuré dès que possible, dans un délai ne devant pas dépasser 40 heures après la première traite en fabrication fermière et 48 heures en transformation artisanale. Pour ce faire, le lait est réchauffé entre 28 et 35 °C et la présure est ajoutée (moins de 3 cm3 pour 10 litres). La présure provoque le caillage du lait. Ce caillé est ensuite tranché et brassé pendant une heure. Les opérations peuvent inclure chauffage et réchauffage en dessous de 44 °C (limite de la mention au lait cru). Les grains de caillé obtenus doivent avoir une taille inférieure à 1 cm3.
Le caillé est ensuite mis en moules perforés pour l'égouttage. Les moules pour fromages de petite taille ont un diamètre de 18 à 20 cm pour une hauteur de 7 à 10 cm. Seuls les producteurs fermiers peuvent utiliser les grands moules de 24 à 28 cm pour 9 à 15 cm de haut. Les moules remplis de caillé sont mis sous presse pour extraire le petit lait. Au cours de l'opération, les futurs fromages sont retournés au moins une fois. Le démoulage se fait quand leur pH est descendu en dessous de 5,5. Les fromages sont salés au sel sec ou en saumure. La congélation du lait, du caillé ou du fromage frais est interdite.

### Affinage

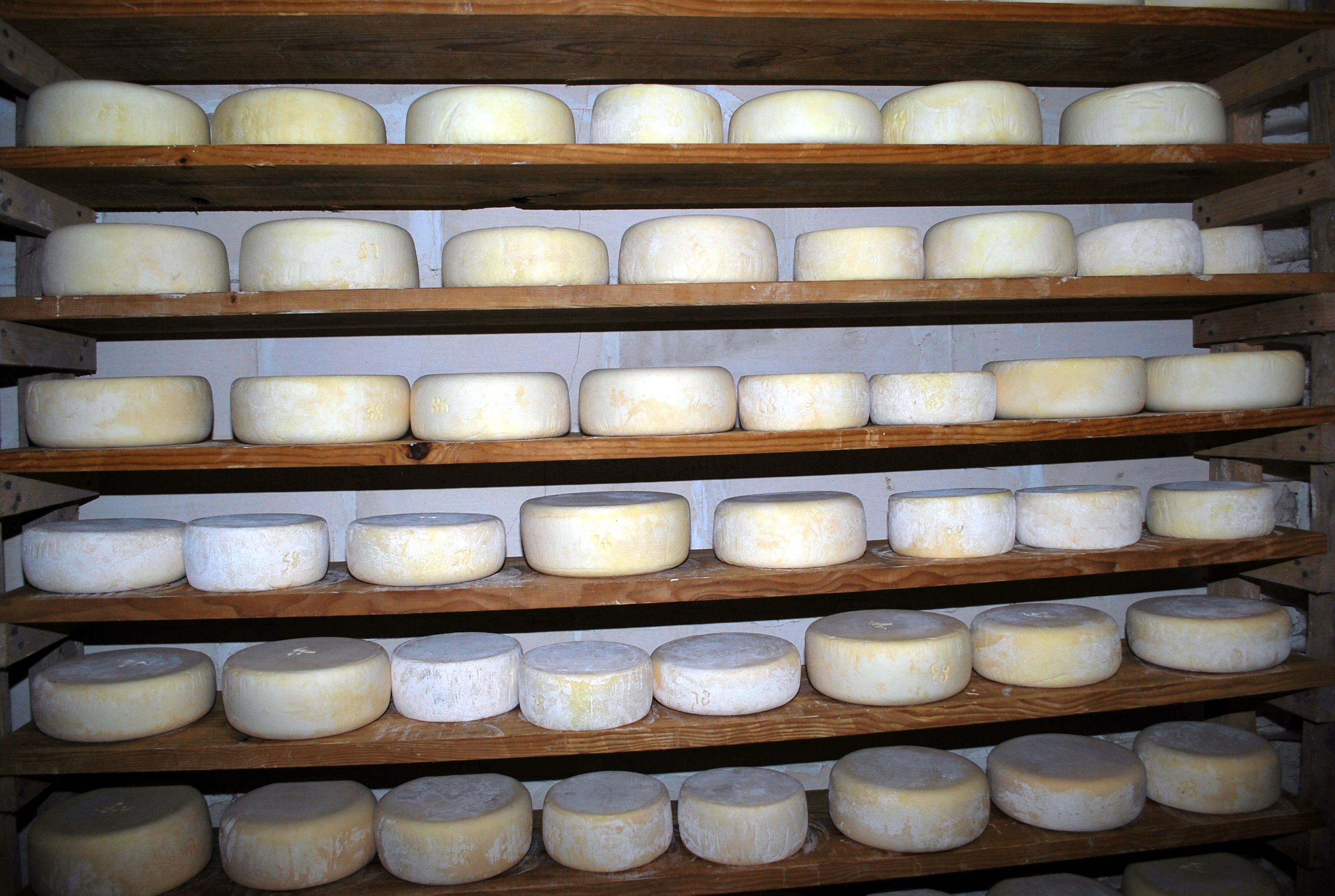
Début d'affinage, les fromages sont blancs.

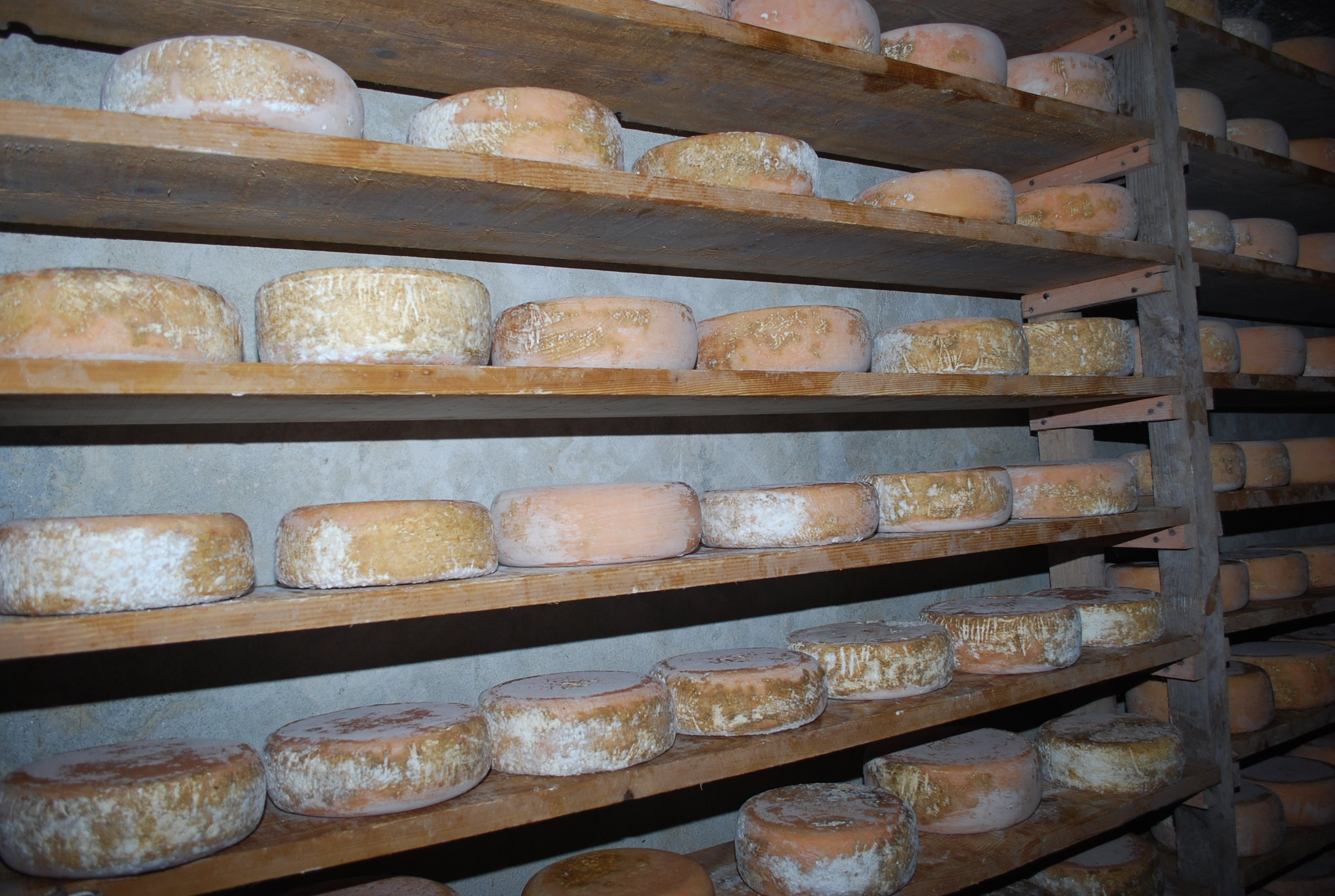
Affinage plus avancé : les fromages prennent une teinte froment.

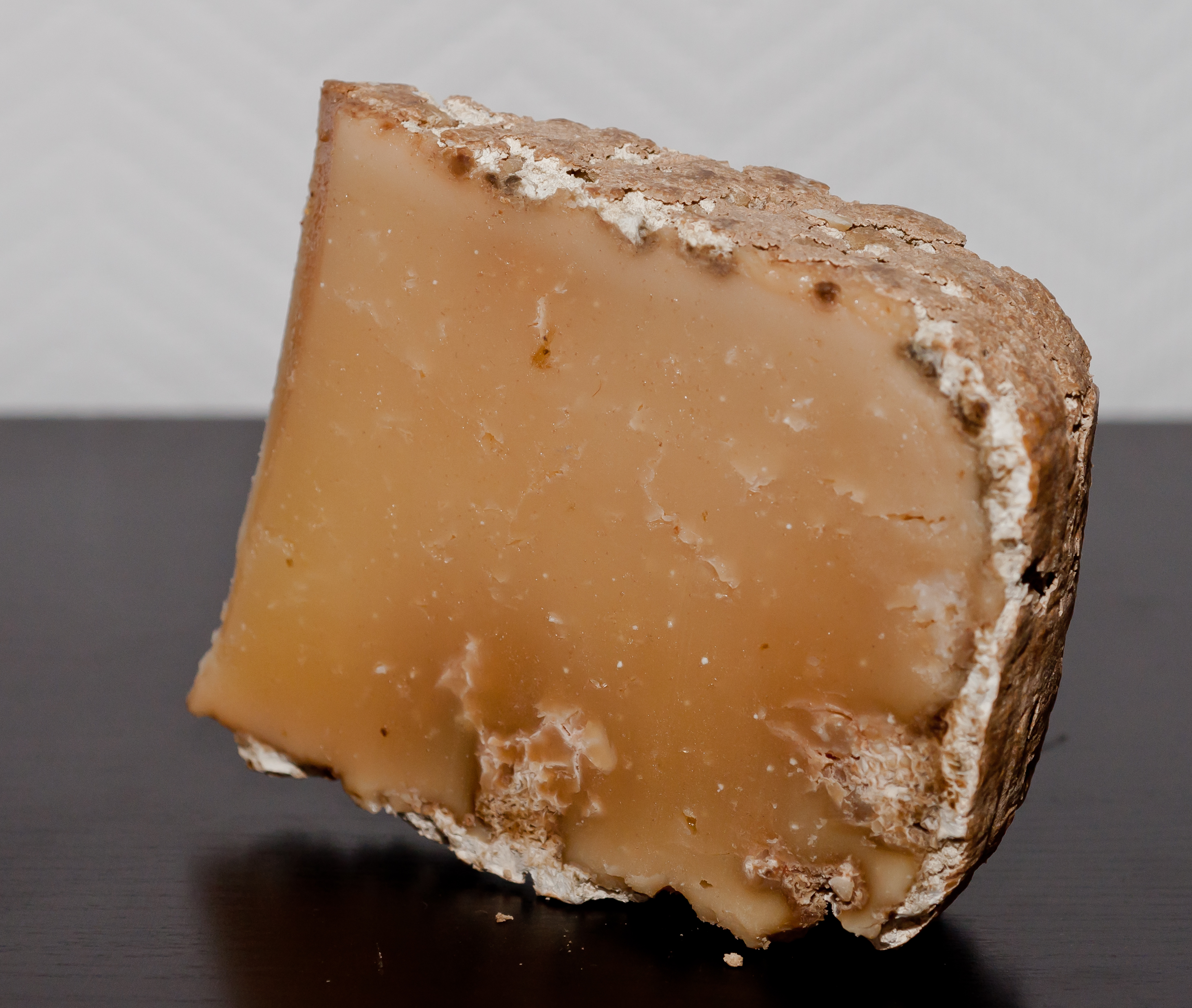
Portion d'ossau-iraty vieux

Les fromages frais sont mis en cave d'affinage. La température est comprise entre 6 et 15 °C et l'hygrométrie est supérieure à 75 %. Les fromages sont retournés et brossés, soit à sec, soit avec une solution d'eau, de sel et de ferments lactiques d'affinage de surface. Ils sont ensuite placés sur des planches dans des saloirs où ils sont à nouveau retournés et brossés pour éliminer les moisissures. Enfin, ils sont lavés avec de la morge pour favoriser la formation de la croûte des fromages.
La durée de l'affinage est d'au moins 80 jours pour les petits fromages de 2 à 3 kg et de 120 jours pour les fromages de 4 à 7 kg.

### Conditionnement
Le fromage doit porter une étiquette qui mentionne obligatoirement « appellation d'origine contrôlée » et « ossau-iraty ». Les seules autres mentions autorisées sont le nom et les coordonnées du transformateur ou du producteur fermier ou/et sa marque commerciale et la mention facultative « fromage fermier » à la condition qu'il le soit.
L'ossau-iraty peut être commercialisé en portions emballées, à condition que chaque morceau comporte une portion de croûte caractéristique et un étiquetage comportant les mêmes mentions que le fromage entier.

## Le fromage

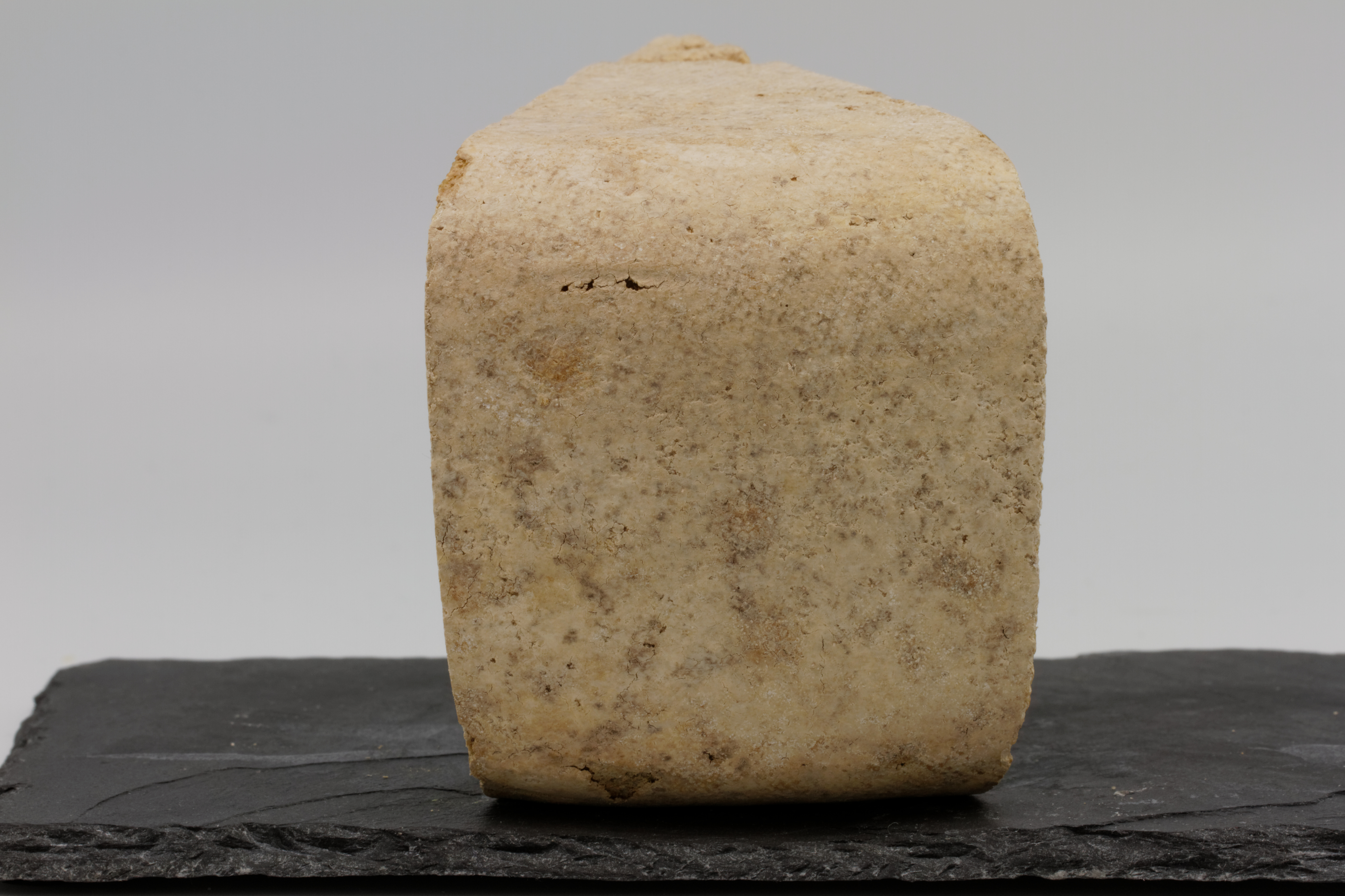
Croûte d'ossau-iraty

Le cahier des charges de l'appellation ossau-iraty précise que c'est un fromage au lait de brebis à pâte pressée non cuite.

### Consommation
C'est un fromage d'un poids de 2 à 3 kg pour le petit format, de 4 jusqu'à 7 kg pour le gros format.
Il se présente sous la forme d'un cylindre droit ou légèrement convexe. La croûte est dure, d'une couleur allant du jaune-orangé au gris. À l'intérieur, la couleur est jaune ivoire, homogène, avec de rares petites ouvertures. La texture est fondante.
Sa période de consommation idéale s'étale de juin à novembre après un affinage de 4 à 6 mois, mais aussi de mai à décembre et sa conservation longue permet d'en profiter toute l'année.
Il se consomme à température ambiante pour exhaler tous ses arômes. Localement, il est souvent servi avec de la confiture de cerises noires dans le pays basque français, et de la pâte de coing dans le pays basque espagnol, mais il peut aussi être servi en petits cubes à l'apéritif, participer à un plateau de fromages, dans une salade, râpé sur un gratin.
L'ossau-iraty s'accorde particulièrement avec un vin rouge régional (Irouléguy ou Béarn), ou  un rouge du Jura ou avec du champagne demi-sec.

### Production
L'aire géographique d'appellation couvre 600 000 hectares. Pour le lait cru de brebis, elle représente le deuxième bassin de collecte en France après celui du roquefort.
En 2006, la filière comprend 1 733 agriculteurs producteurs de lait. Les transformateurs sont au nombre de 148 (138 agriculteurs producteurs fermiers et dix laiteries réparties en coopératives agricoles industrielles; transformateurs artisanaux et industriels).
Depuis 1991, le volume de fabrication est passé de 1 258 tonnes (dont 60 tonnes de fromage fermier) à 3 206 tonnes en 2005. Ce dernier volume comprend : 404 tonnes au lait cru (272 fermiers + 132 laitiers industriels et artisanaux). Le volume de fabrication est de 3 200 tonnes en 2006.

## Les instances

### Syndicat de défense et de gestion
- Le syndicat de défense et de gestion de l'appellation ossau-iraty est situé maison Baratchartenea - 64120 Ostabat

### Organismes de contrôle
- L'organisme de contrôle est Certisud - 70, avenue Louis Sallenave - 64000 Pau
- L'ensemble de la filière reçoit l'agrément de l'INAO de Pau - Maison de l'agriculture - 124, boulevard Tourasse - 64000 Pau

## Folklore

### Fête du fromage d'Aspe
La fête du fromage d'Aspe réunit tous les ans depuis 1993, des producteurs, des vacanciers, des amateurs et producteurs des vallées voisines...
Cette fête rassemble les participants autour de démonstrations de tonte de brebis, de fabrication du fromage, mais aussi d'animations musicales et religieuses.

### La route du fromage
Une route fléchée parcourt la zone de production du fromage. Le syndicat de défense et de gestion de l'appellation publie tous les ans une plaquette avec une carte signalant tous les producteurs du fromage de brebis. Elle guide les amateurs qui souhaitent visiter les fermes, les estives avec leurs cayolars, déguster le fromage, comprendre le mode de vie des bergers, connaître l'architecture paysanne locale, découvrir les paysages où naissent les fromages...

## Reconnaissances diverses
En 2011, un ossau-iraty au lait cru a été classé « World’s Best Unpasteurised Cheese » (« Meilleur Fromage au Lait Cru du Monde ») et « Best French Cheese » (« Meilleur Fromage Français ») dans un concours fromager se tenant en Angleterre,.
Le 18 mars 2018, l'« Esquirrou », une marque commerciale d'ossau-iraty industriel, a été élu à Madison (une ville des États-Unis d'Amérique) « meilleur fromage du monde toutes catégories confondues ».